# 宇宙戦艦ヤマト2199
『宇宙戦艦ヤマト2199』（うちゅうせんかんやまとにいちきゅうきゅう または うちゅうせんかんやまとにいいちきゅうきゅう）は、2012年に劇場先行公開およびビデオソフト先行発売、2013年4月7日から同年9月29日までMBS・TBS系列でテレビ放送されたアニメ作品。
宇宙戦艦ヤマトシリーズのテレビアニメ版のひとつである。
本項では、テレビシリーズの総集編『宇宙戦艦ヤマト2199 追憶の航海』についても記載する。

## 概要
1974年に読売テレビ制作・日本テレビ系列でテレビ放送され、後に社会現象と評されるまでに至った『宇宙戦艦ヤマト』第1作（以降、「旧作」）を原典とする38年ぶりのリメイク作品であり、素材は完全新作アニメーションとして制作された。
総監督に出渕裕、キャラクターデザインに結城信輝を起用し、アニメ制作はXEBECとAICが担当する。音楽は、旧作を手掛けていた宮川泰の実子である宮川彬良が担当（詳細は#音楽を参照）。
本作はテレビシリーズとして製作され、テレビ放送に先駆けて2012年4月7日から全国10映画館（後に館数増加）で先行イベント上映が行われ、それに並行して有料配信やビデオソフト販売も行われた。なお、テレビ放送は当初2012年を予定していたが、後に2013年以降になることが発表され、2013年4月7日からテレビ放送が開始された。
イベント上映、BD・DVDの累計50万枚を超えるヒット、プラモデルをはじめとする関連商品の展開などにより、開始1年半で経済圏100億円を突破した。
2013年9月29日の最終話放送終了後、完全新作の劇場映画が2014年に公開と告知。2014年10月11日に総集編『宇宙戦艦ヤマト2199 追憶の航海』が、同年12月6日に新作映画『宇宙戦艦ヤマト2199 星巡る方舟』、2017年2月25日から続編である『宇宙戦艦ヤマト2202 愛の戦士たち』が公開された。

## ストーリー
プロローグ
西暦2199年。地球は異星国家「ガミラス」と数年にわたる星間戦争を行っていった。圧倒的な軍事力を持つガミラスに防衛艦隊は壊滅寸前へ陥り、地球は遊星爆弾を用いた爆撃によって地上が壊滅し汚染され、人類は地下都市へ追いやられる。地表の汚染は地下都市にも達し始めており、人類絶滅まで1年と迫っていた。
そんな中、地球はガミラスとは異なる異星人の惑星「イスカンダル」からの技術供与を受け、恒星間航行可能な宇宙戦艦「ヤマト」を完成させる。そして、イスカンダルに存在する汚染浄化システム「コスモリバースシステム」を受け取るため、艦長沖田十三の下、古代進・島大介・森雪ら乗組員を乗せたヤマトは、16万8千光年彼方の大マゼラン銀河のイスカンダルへ、往復33万6千光年の旅に臨むことになる。
序盤
地球から旅立ったヤマトは、地球初の超光速航法（ワープ）に成功したものの、ワープ途中に障害物があったため木星圏でワープアウトし、木星に不時着してしまう。木星はすでにガミラスによってフォーミングされて前線基地となっており、ヤマトはガミラス戦艦3隻との初戦に打ち勝ち、波動エンジンの副産物である次元波動砲の試射によって前線基地を殲滅する。
友軍の救難信号を受信したヤマトは、救助のため土星の衛星・エンケラドゥスへと降下するが、ガミラス艦の強襲を受けて戦闘となる。難破船を発見した古代は、それが先の大戦において兄が乗船していた駆逐艦『ゆきかぜ』であることを知り、改めて兄の死を受け止めるのであった。
遊星爆弾の発射基地である冥王星のガミラス基地を叩くべく、沖田は航空隊との連携攻撃を開始する。しかし、反射衛星砲によるロングレンジ攻撃により、ヤマトは冥王星の海へと沈んでしまう。航空隊との連携もあって、反射衛星砲を撃破したヤマトは補給基地は破壊し、これまで地球を苦しめてきた遊星爆弾の発射を阻止することに成功する。
ヤマトは太陽圏と恒星間空間の境界《ヘリオポーズ》を通過しようとしていた。地球の家族との最後の通信を許可されたクルー達は、その後「赤道祭」を楽しむのであった。その後、ガミラスの独裁者であるアベルト・デスラーによって立案された「デスラー魚雷」が使用され、ガス生命体が増殖してヤマトを襲う。さらに、灼熱の恒星グリーゼ581のフレアに挟まれ絶体絶命に陥るが、フレアの熱によってガス生命体を焼却し、フレアを波動砲で撃ち抜いて突破する
デスラーは、ヤマトにイスカンダル女王スターシャ・イスカンダルが関与していることを確信し、勇将エルク・ドメルを派遣する。
中盤
次元断層でのガミラス人との初の直接対面や、ドメル艦隊との交戦、惑星ビーメラ4での乗組員の反乱、イスカンダルからの最初の使者であったイスカンダル第三皇女ユリーシャの目覚め、航路の中間地点であるバラン星に集結する敵大艦隊の中央突破などを経て、ヤマトは大マゼラン銀河へ到達する。ヤマトは大マゼランの入り口である七色星団においてドメルとの決戦に臨み、辛勝を収めるが、戦闘の中で森雪がユリーシャと間違えられて敵に拉致される。
さらに、ガミラスとイスカンダルが双子星であることが明らかとなる。ガミラス本星での戦いの末、雪はヤマトへと生還し、ガミラスもデスラーの独裁政権が崩壊して新たな門出を迎える。
終盤
そして、ついにヤマトはイスカンダルへたどり着いたが、スターシャは地球が波動エネルギーを兵器転用した波動砲の存在を理由に、コスモリバースシステムの提供に難色を示す。しかし、ヤマトが波動砲を自身や誰かを守るために用いていたことを周囲から聞かされたスターシャは、考えを改める。古代はスターシャより、戦死したと思われていた彼の兄・古代守が、捕虜として護送される途中の事故でイスカンダルへ漂着し、重傷を負って彼女にかくまわれていたもののヤマト到着前に死亡してしまったことを知らされる。そして、波動砲の封印と引き換えにコスモリバースシステムはヤマトへ組み込まれ、古代守の思念はシステムの核となる。そしてヤマトは、地球へと旅立つ。
エピローグ
地球への帰路のさなか、ヤマトはデスラーの襲撃を受け、白兵戦の中で雪が瀕死の重傷を負い、地球を目前にして命を落としてしまう。地球への帰還や仲間の結婚を祝う乗組員達に雪の死を伏せて嘆き悲しむ古代の姿に、古代守はコスモリバースシステムを起動させて雪を蘇生させるが、その代償として古代守の思念は消滅し、システムは再起動不能に陥る。しかし、遊星爆弾症候群の悪化により末期へ陥っていた沖田が、目前となった地球の姿に感慨の言葉をつぶやきながら艦長室で息絶えると、システムが「新たな思念」を得て、再起動する。
西暦2199年12月8日、ヤマトはついに地球への帰還を果たし、地球が本来の青い姿を取り戻して物語は終了する。

## 登場キャラクター
設定の再構築に伴い、旧作では設定のみの存在だった者や続編から登場したために共演しなかった者などにも、本作では改めて設定が起こされ、本編へ登場している。なお、一部の人物の頭髪にはいわゆるアホ毛が存在するが、これは2009年時点における流行を踏まえ、総監督の出渕の反対を押し切る形で設定されたものである。
そのほか、異星人の大半にフルネームや、地球人換算での年齢が設定されている。

### 地球人
旧作とは違って階級が明示され、各ユニフォームには肩章が付いている。肩章や階級区分については地球防衛軍 (宇宙戦艦ヤマト)#軍人（リメイクアニメ）を参照。
ヤマトの組織構造も詳細に設定され、乗員999名の内、艦長・沖田を除く乗員が各兵科に所属しており、各科毎に艦内常装（ユニフォーム）が異なる。
上腕部の3本ラインには上から順に所属、大まかな階級、名前が入っている。旧作では古代と島がヤマト乗艦前から矢印のユニフォームを着ていたり、『宇宙戦艦ヤマト 新たなる旅立ち』では徳川太助が乗艦後に矢印のユニフォームを着て「やっと着れた」と言っていたりとヤマト艦内・艦外でユニフォームの統一性がなかったが、本作では錨マーク（旧作における矢印）の艦内常装はヤマト乗艦後と統一されている。
各部署の責任者が一部を除き20代前半（雪は10代後半）と若いことについては、ヤマト出撃直前の敵攻撃によって、予定されていた各部署の責任者候補が全員戦死したために若手を抜擢したという理由付けがされている。それに際し、責任者に対して階級特進の措置がなされている。また、3交代制を導入している。
沖田 十三（おきた じゅうぞう）
声 - 菅生隆之
ヤマト艦長。遊星爆弾症候群に侵されている。
古代 進（こだい すすむ）
声 - 小野大輔
ヤマト戦術長。本来戦術長になるはずだった兄の守が戦死扱いとなったことにより、二階級特進のうえで戦術長を拝命する。
森 雪（もり ゆき）
声 - 桑島法子
ヤマト船務長。1年以上前の記憶がない。イスカンダルからの使者と非常によく似た容貌をしており、それが物語に大きな影響を与える。
島 大介（しま だいすけ）
声 - 鈴村健一
ヤマト航海長。古代同様、本来の航海長候補が戦死したため、二階級特進の上で航海長を拝命する。旧作に比べるとやや軽い性格にされている。
真田 志郎（さなだ しろう）
声 - 大塚芳忠
ヤマト副長兼技術長。「ヤマト計画」の核心に深く関わる人物。旧作同様、古代守とは同期の親友である。

### イスカンダル人
本作では、ガミラス人からは崇拝の対象であり、第三皇女であるユリーシャ（に仕立てられた森雪）に対してデスラーが公の場では敬称を付けるほどの敬意を払われているようである。一方、セレステラのように「自分では動かず他人を試すだけ」として忌み嫌っている人物もいる。
後述のガミラス語同様、独自のイスカンダル語が設定されている。
スターシャ・イスカンダル
声 - 井上喜久子
イスカンダル女王。地球に地球を再生させることができる「コスモリバースシステム」を供与するとして、サーシャとユリーシャの2人の妹を地球へと派遣する。
ユリーシャ・イスカンダル
声 - 桑島法子
イスカンダル第三皇女。スターシャの末妹で、物語開始の1年前に地球に訪れたイスカンダルの使者。事故で亡くなったと噂されていたが、実は意識不明の状態でヤマトの自動航法装置の中核となっていた。

### ガミラス人
旧作の物語序盤と同様に、一部の人物に肌が青くない者が存在するのは、「ガミラスが植民地化した惑星の人々を帝国へ取り込んでおり、植民地出身で肌がペールオレンジのシュルツやガンツは二級市民」という設定が追加されたためである。
言語学者の監修によるガミラス語も設定されており、ガミラス語の台詞に日本語字幕が入るシーンと、日本語吹き替えのシーンがある。地球人との会話では日本語吹き替えであるが、明示的に翻訳機を使う場合と、明示せず会話する場合がある。
アベルト・デスラー
声 - 山寺宏一
大ガミラス帝星を統べる総統。拡大政策を行い、大小マゼラン銀河を統一し、天の川銀河へと進出していくが、その本意は別にある。
エルク・ドメル
声 - 大塚明夫
銀河方面作戦司令長官。「宇宙の狼」を渾名される名将。小マゼラン方面軍防衛司令官としてガトランティスと交戦していたが、デスラーの命令で対ヤマト措置として銀河方面軍に赴任することになる。
ミーゼラ・セレステラ
声 - 茅原実里
宣伝情報相。惑星ジレル出身の非ガミラス人で、「ジレルの魔女」と渾名されている。宣伝情報相として国民の啓発に努める。
ハイドム・ギムレー
声 - 森田順平
親衛隊長官。「疑わしきは罰せよ」を鉄則としており、デスラーから国内の反乱分子摘発について全権を任されている。一方でその強引なやり方や冷酷さから、穏健派からは反感を買っている。
ヴァルケ・シュルツ
声 - 島香裕
冥王星前線基地司令官兼二等ガミラス空間機甲旅団・旅団長。本作ではガミラス人ではなくザルツ人と設定された。家族の存在なども設定され、キャラクターが掘り下げられている。

## 登場メカ
#登場キャラクターと同様に、リメイク作品という性質に加えて個別に多数の項目が存在していることを踏まえ、旧作から引き続き登場するメカについては種別・級・全長・識別番号といった簡単な説明や旧作との差異を記述するに留め、詳細は個別の項目に記載するものとする。
総監督とメカニカルデザインを担当している出渕の意向により、メカの名称については地球側を「〜型」と「宇宙〜」、ガミラス側を「〜級」と「航宙〜」と呼び、両者を区別している。
名称・諸元は資料によって異なっている点があるが、ここではマッグガーデン出版の『宇宙戦艦ヤマト2199 公式設定資料集』に準拠（シェヘラザードのみ公式サイトに準拠）する。

### 国連宇宙軍
メカニカルデザインは主に玉盛順一朗が担当。
国連宇宙軍の識別番号で「BBS」は「Space Battleship（宇宙戦艦）」、「CAS」は「Space Armored Cruiser（宇宙装甲巡洋艦 / 宇宙重巡洋艦）」、「DDS」は「Space Destroyer（宇宙駆逐艦）」をそれぞれ表す。
なお、ヤマト登場以前の旧式宇宙艦艇には艦内慣性制御がされていないため、乗員は無重力状態の艦内で磁力靴を履いて身体を床に固定している。それらの艦艇は、火星〜冥王星宙域の移動に約3週間かかっている。

#### 艦艇
宇宙戦艦ヤマト
本作の主役戦艦。全長333m。乗組員数999名（男女比は約7：3）。識別番号BBY-01。ガミラス側からは「テロンの艦（ふね）」とも呼ばれる。
以下は主な変更・追加点。
- 旧作では戦艦大和を改造した宇宙戦艦であり、サイズも大和と同一であるが、本作では大和に酷似するのは偽装のためとされ、同様の外見ながらサイズは二回りほど大きく設定される。波動エンジンに「次元波動エンジン」、波動砲に「次元波動爆縮放射機」とそれぞれ名称が設定された。
- 第一艦橋（メインブリッジ）、第二艦橋 (CIC)、第三艦橋（波動防壁と慣性制御装置の制御、潜水艦行動時のセイルに相当、陸上停泊時の搬入出口）と各艦橋の役割の明確化。
- 旧作では実質一つしかなかった艦載機格納庫が、本作では機種ごとに別々に分けられており、それにともない第三艦橋接続部両舷にあるバルジにも艦載機の格納庫と発進口が追加されている。
- 艦載機コスモファルコンの格納方法は旧作の棚から波動エンジンを取り囲む回転棚状に変更されており、運用の容易さから内部は常に無重力を維持していると設定されている。また、艦底後部発進口や発進シークエンスも変更されている。発進口は旧作ではただの蓋であったが、本作では内側にカタパルトが追加され、発進時は艦載機の尾部を先にして押し出すように変わった。

金剛型宇宙戦艦キリシマ
旧沖田艦。全長205m。識別番号BBS-555。
艦長は山南修で、メ号作戦時は第一艦隊の旗艦として艦隊司令沖田十三宙将が乗艦し、艦隊の指揮を執った。キリシマを含め計8隻の同型艦が存在したが、2199年1月時点では現存している唯一の金剛型宇宙戦艦となっている。
村雨型宇宙巡洋艦ムラサメ
本作新規設定の宇宙巡洋艦。全長152m。識別番号CAS-707。同型艦が多数存在する。
2191年のガミラスとの遭遇時には島大吾艦長の指揮下で日本艦隊先遣艦を務めたが撃沈され、ガミラス戦役における最初の戦没艦となった。2199年のメ号作戦時に参戦した同型艦も、全て撃沈されている。
磯風型突撃宇宙駆逐艦ユキカゼ
旧ゆきかぜ。全長80m。識別番号DDS-117。同型艦が多数存在し、ユキカゼは3番艦。
古代進の兄が搭乗した古代守が艦長を務める艦で、メ号作戦では先遣艦を務める。撤退時に殿を務め爆沈したかに見えたが、土星 近くのエンケラドゥス氷原に墜落した残骸を後に古代進が発見し、後にユキカゼに生存者がなかったことを沖田艦長に言う｡
メ号作戦時には、参加した地球艦艇の中で唯一、ガミラス艦を撃沈している描写がなされている。これは、その当時開発に成功したばかりで、後にヤマトに搭載される試製空間魚雷が、ユキカゼにのみ搭載されたためと、設定がなされている。
防衛艦36番
セリフにのみ登場。沖田と徳川が初めて乗艦した、艦名も付かない小さな艦。コミック版では畑野という酒を飲むと音痴な歌を歌う乗組員のことが語られている。
名称の由来は、第7話の脚本を担当した大野木寛の父親が船医として乗っていた戦後の引揚船。
90式内火艇
ヤマト2番副砲塔下部の内火艇格納庫に搭載されている内火艇。「つくば」と「しらとり」の2隻が第21話の宇宙葬のシーン、第25話で確認される。
作業用装載艇
ヤマト艦載艇。艦の補修作業時に運用される。通称は「台船」。

#### 航空機・艦載機
機体にはSID（シド）と呼ばれるコンピュータが搭載されている。これはナビゲートコンピュータで、パイロットの命令に従ってサポートを行う。
零式52型空間艦上戦闘機 コスモゼロ
SID音声 - 森谷里美
ヤマト艦載機。搭載数2機。全長16.9m。
全領域制宙戦闘機。古代は「ゼロ」、沖田は「零式（れいしき）」と呼んでいる。
99式空間戦闘攻撃機 コスモファルコン
SID音声 - 本多真梨子
ヤマト艦載機。搭載数36機。全長15.9m。
旧作のブラックタイガーに相当する機体。本来は国連地上軍の防空機で、コスモゼロの開発遅延によってヤマト艦載機に転用されたという設定が追加されている。沖田は「ハヤブサ」と呼んでいる。
空間汎用輸送機SC97 コスモシーガル
ヤマト艦載機。搭載数2機。全長19.5m。
ティルトウィング式のVTOL型多目的輸送機。機体中央部に搭載した着脱式コンテナを換装することで多彩な任務をこなすことができ、劇中では兵員輸送の他にも亜空間ソノブイを搭載した対潜哨戒機としても運用された。略称は「シーガル」。
100式空間偵察機
SID音声 - 本多真梨子、杉浦奈保子
ヤマト艦載機。搭載数2機。全長14.2m。
国連地上軍から転用された偵察機。略称は「100式空偵」で、単に「100式」とも呼ばれる。
空間戦術偵察機SSR-91 コスモスパロー
国連宇宙軍の偵察機。山本明生の生前の搭乗機種で、山本機のコールサインは「ソードスリー」。

#### 陸上兵器・車両
特2式多目的換装車
ヤマト搭載車両。搭載数6両。車体後部に各種装備を換装して運用される。
87式兵員輸送車
第2話でヤマトクルーをヤマトまで移送した車両。元はAPCだが、避難民の長距離移送のため、乗員スペースが窓付きに改造されている。
89式特大型運搬車
第2話でコスモファルコンを運搬した車両。

#### 各種兵器
南部14年式拳銃
旧作で古代守が所持していた14年式コスモガン。銃身の左側に刻まれた銘は<2114年式>。
本作では古代守が愛用していた旧式の銃。第4話においてエンケラドゥスに朽ち果てていたユキカゼの中で古代進が回収し、以後進が所持している。旧式とはいえ現役の軍用銃としてはまだまだ十分通用する威力を有し、エンケラドゥスの戦いではガミロイドとの銃撃戦を制している。後にイスカンダルにある守の墓前に供えられた。
なお、旧作同様拳銃型の武器については持ち主が右利きの場合、左腰のホルスターに普段は収納し、必要に応じてホルスターから右手で取り出す。
南部97式拳銃
旧作で古代守以外の面々が所持していた14年式コスモガン。正式名称は「南部97式防衛軍正式拳銃」で、通称「コスモニューナンブ」。銃身の左側に刻まれた銘は<NB CP97>。
14年式の旧式化のため、14年式をベースに小型軽量化を目指し、南部重工兵器開発部で開発され、97年に正式採用された。古代進も当初は所持していたが、エンケラドゥスのユキカゼ艦内でガミロイドの銃撃を受けた際に紛失した。また、本銃自体のサイズや形状は14年式と大差無いため、進は自分がそれまで使っていたホルスターに14年式を収納している。
89式機関短銃
フルオート射撃が可能な銃で、その火力の大きさから平時は保安部員をはじめ銃器の所持が認められた者でも携行せず、緊急時のみ支給される。第9話で不審な行動をとるオルタに対して保安部員が劇中初めて発砲した。
ワイヤーガン
第14話で古代が使用したワイヤーを撃ち出す特殊銃。古代たちがリンケの精神攻撃を受けた影響で通常の着艦が不可能になったヤマトに進入する際、艦体に固定した100式空偵からハッチへの移動経路を確保するのに使用した。
98式特殊機動外骨格改<MF-98S>
AU09用の外部強化ユニット。前身であるAU08用のユニットを改修し、ヤマトに搭載された。
惑星調査における障害物除去等に活躍する装備で、厳密には兵器ではない。しかし、重機並みのパワーを活かして戦うこともあるほか、兵装ベイを両肩に備えている。

#### その他のメカ
PDA
タブレット状の端末で、大型の艦内用と小型の携帯用がある。艦内用は縦幅250mm、横幅172mm、厚さ11.5mmで、内面にはフロントカメラが備わっている。ヤマト科員が情報共有のために使用しており、表示される内容は科によって様々である。ヤマトのコンピュータとも連携しており、PDAの画面をヤマトのモニターに転送することもできる。携帯用は主に艦外で使用され、異星人文明の機器にハッキングする際の端末として用いられている。

### イスカンダル星
恒星間連絡航宙船 シェヘラザード
サーシャが搭乗していた恒星間連絡宇宙船。全長219m、全幅33.5m。
旧作にも同様の宇宙船が登場していたが、名称などの設定は存在していなかった。国連宇宙軍からは「アマテラス」の符丁で呼ばれる。海王星軌道から火星まで10分で到達できる。ユリーシャも同型船を使用していた模様。また、ビーメラ4にも似た形状の船が朽ち果てた状態で存在している。
役割は旧作と同様であるが、外形はより曲線的な形状へ変更されており、搭載されている脱出艇の形状も変更されている。
波動コア
旧作におけるイスカンダルから地球へのメッセージカプセル。本作ではヤマトの次元波動エンジンを起動させる核としての機能を持つ起動ユニットでもある。
後にビーメラ4において同一のものが発見される。地球へ送られたものがオレンジ色であるのに対し、こちらは水色である。このコアには、アケーリアス文明が残したワープネットワークの航路情報と亜空間ゲートの存在、そしてそれを管理していた者としてガミラスの名が記されていた。
なお、ガミラスの第二バレラスにも、巨大な波動コアが複数存在する。
イスカンドロイド
声 - 杉浦奈保子
イスカンダルでスターシャに仕えている共生型ヒューマノイドロボット。ガミロイドとはいわば同型のような関係で、基本的なアーキテクチャは同じである。外見もガミロイドに似ているが、体はドレスを纏ったような形状をしている。
また、ガミロイドと異なり戦闘用にはプログラムされていない。

### ガミラス軍
メカニカルデザインは主に石津泰志と出渕裕が担当。
ガミラスはダークグリーンを国防色としているため、塗装は一部の例外を除き、軍所属の艦艇は緑色、航空機は濃緑と緑の迷彩色である。また、親衛隊所属の艦艇・航空機は「高貴な青」である。
艦艇、航空機などの有人兵器の大半には左右対称の目玉状の発光部が存在しており、戦闘時に黄色から赤へグラデーションがかかった色に変色する。なお、機関停止時や大破した時は全く発光しなくなり、黒ずんだ緑になる。例外として、ポルメリア級には黄色く点滅するリング状の発光部が存在する。また、ガイペロン級は発光部自体が存在しない。

#### ガミラス軍艦艇
鉤括弧内の艦種は地球側による識別で、ガミラス側とは一部異なっている。識別の基準はヤマト竣工前後で変化していると設定されているが、それに関して劇中での描写はなく、資料上でも明記されているのはメルトリア級のみである。
特一等航宙戦闘艦 デウスーラII世
旧デスラー艦。全長638m。艦長はハルツ・レクター大佐。
旧作のデスラー艦より大型で艦幅の広い形状をもつ外殻ユニットに、管制ユニットであるコアシップを接続した艦。艦首にデスラー砲を装備しているほか、艦体上面にガミロイドを発進させる開口部を持つ。
通常時は第二バレラス中央区画の一部として特殊砲架に接続されている。
独立戦闘指揮艦（デウスーラII世・コアシップ）
デウスーラII世の管制ユニット。全長252m。
総統府内部に格納されていたが、第23話においてヤマトが総統府に突入した際、帝都と部下を見捨てて脱出した。

ゼルグート級一等航宙戦闘艦（超弩級一等航宙戦闘艦）
旧ドメラーズ3世を元とした戦艦。全長730m。「超弩級戦艦」。
大艦巨砲主義を好むヘルム・ゼーリック国家元帥の主導で建造された最新鋭重装甲艦であり、3隻の同型艦が存在する。
ゼルグートII世
1番艦で、赤色基調のゼーリックの専用艦。艦長はバシブ・バンデベル准将。
バラン星での観艦式において本艦の艦橋でゼーリックが演説し、ゲールに殺害された。
デウスーラI世
2番艦で、青色基調のデスラー総統座乗艦。
バラン視察に赴く際、ゼーリックの策謀により爆沈した。
ドメラーズIII世
旧ドメラーズ3世。3番艦で、灰色基調のドメルの専用艦。艦長はヴェム・ハイデルン大佐。
銀河方面軍艦隊の旗艦で、後に七色星団海戦におけるドメル機動部隊の旗艦となる。「III世」の艦名は過去のドメルの乗艦に付けられた名称を3代まで引き継いだためである。七色星団海戦でヤマトとの接戦の末撃沈された。
独立戦闘指揮艦（ドメラーズIII世艦橋部）
旧作におけるドメラーズ2世。全77.5m、全幅64.4m。
ドメラーズIII世の艦橋部が分離独立した艦。七色星団海戦に際して物質転送機が新たに装備される。

ハイゼラード級航宙戦艦
本作新規設定の航宙戦艦。全長392m。
ガイデロール級の後継艦で、火力や機関系統などが強化されている。
シャングリ・ラー
淡いパープルカラー基調のセレステラ専用艦。情報省直轄の女性士官・兵士だけで運用されている。
キルメナイム
青色基調のギムレー専用艦で、デスラー親衛隊が独自に保有している航宙艦隊「航宙親衛艦隊」旗艦。艦長はドーラ・ネルゲ大佐。
本艦のみならず、航宙親衛艦隊は思想・能力ともに優れた人材から選び生成したクローン士官・兵士だけで運用されている。第二バレラスの爆発に巻き込まれ爆沈した。

ガイデロール級航宙戦艦
旧シュルツ艦。二等航宙戦闘艦。全長350m、全幅42m、全高70m。「超弩級戦艦」。
多数の魚雷発射管とビーム砲塔を備え、高い攻撃力を備えるのと同時に、艦橋周囲に近接防御火器を多数配置して艦橋の防御力を高めている。
シュバリエル
ヴァルケ・シュルツの乗艦で、冥王星前線基地艦隊旗艦。グリーゼ581のフレアに巻かれ爆沈する。
ゲルガメッシュ
ゲールの乗艦で、ゲール直衛艦隊の旗艦。麾下の艦隊とともに迷彩塗装となっている。UX-01の雷撃を受け撃沈された。

メルトリア級航宙巡洋戦艦
本作で新たに設定されたガミラス軍の航宙巡洋戦艦。二等航宙装甲艦。全長283m。「巡洋戦艦」。
新型艦艇で後述するデストリア級との類似点も多いが、艦橋前方部のビーム艦砲が砲身付きのものとなっているなど独自の面も多い。
EX178
銀河方面軍所属艦。艦長はヴァルス・ラング中佐。「EX178」は艦名ではなく艦体ナンバー。
二等ガミラス人で運用されている艦で、艦長以下乗組員の多くはザルツ人である。次元断層に嵌り、同じく嵌ってきたヤマトと一時休戦し、協力して次元断層を脱出。その後ヤマトと戦闘に臨もうとするが、駆けつけたゲール艦隊の無差別攻撃を受け爆沈した。

デストリア級航宙重巡洋艦
旧駆逐型デストロイヤー艦。二等航宙装甲艦。全長270m、全幅63m、全高68m。「戦艦」。
ビーム艦砲を主体とした打撃力を誇るガミラスの主力艦艇。
ケルカピア級航宙高速巡洋艦
旧高速巡洋型クルーザー。二等航宙装甲艦。全長240m、全幅47m、全高50m。「巡洋艦」。
星間通商破壊を目的に建造された高速軽巡洋艦。
クリピテラ級航宙駆逐艦
旧駆逐型ミサイル艦。二等航宙装甲艦。全長160m、全幅37m、全高37m。「駆逐艦」。
高い機動力を有する雷撃戦主体の艦艇。ガミラス艦の中で最も建造数が多い。
ポルメリア級強襲航宙母艦
旧高速空母。全長383.8m、全幅291.3m、全高50m。「空母」。
ガミラスの中でも珍しい円盤型の空母。艦底部にビーム砲が追加されており、これを用いた対地攻撃を行っている。
ガイペロン級多層式航宙母艦
旧三段空母。全長410m。「空母」。
ガミラスの主力空母であり、長期に渡って運用されてきたかなり古い艦級。七色星団海戦にて艦体色だけでなく細部の形状も異なる3隻の同型艦が登場した。なお、バラン星における観艦式にも緑の艦体色に塗られたランベアと同形状の艦が数隻登場している。
バルグレイ（第一空母）
旧第1空母。艦体色は緑。
七色星団海戦におけるドメル機動部隊の一隻。艦長はモルド・ヴォッグ大佐。デバッケ隊隊長はライル・ゲットー少佐。艦載機は空間艦上戦闘機DWG109 デバッケ。
ガイペロン級の後期仕様で、3隻の中では最新型。アングルド・デッキに加え、索敵装置設置のために、各飛行甲板の前端形状が山形に改修されている。
単独行動をとっていたが、コスモファルコンに発見され、攻撃を受け爆沈。ドメル機動部隊最初の戦没艦となった。
ランベア（第二空母）
旧第2空母。艦体色は薄紫。
七色星団海戦におけるドメル機動部隊の一隻。艦長はルタン・ベスター大佐。スヌーカ隊隊長はフォムト・バーガー少佐。艦載機は空間艦上攻撃機DMB87 スヌーカ。
シュデルグより後に建造された中期型で、アングルド・デッキを持つ。
ヤマトからの砲撃で中破し、艦載機を落下させながら自らも雲海に沈没した。
シュデルグ（第三空母）
旧第3空母。艦体色は青。
七色星団海戦におけるドメル機動部隊の一隻。艦長はボラン・リッター大佐。ドルシーラ隊隊長はカリス・クライツェ少佐。艦載機は空間雷撃機FWG97 ドルシーラ。
ガイペロン級の中で最初に進宙した艦であり、以後建造された姉妹艦と異なりアングルド・デッキを持たない。
ダロルド爆沈の際の爆炎を避けきれず、巻き添えを喰う形で轟沈した。

ゲルバデス級航宙戦闘母艦
旧戦闘空母。全長390m、全幅67m。
版図拡大政策の中で活況を呈したガミラスの軍事企業群による特殊艦艇の試作競争の中で生み出された艦級。戦艦と空母の両方の能力を併せ持つ設計で、飛行甲板に回転して展開する砲戦甲板を有している。本来は単艦での長期運用に対応し、情報収集や敵補給線荒らしなど多岐にわたる任務を期待された艦だったが、通常艦艇と比べて高額な建造費や複雑な建造工程を要することが原因で増産許可が下りず、実際に配備された艦は少数に留まっている。
ダロルド
七色星団海戦におけるドメル機動部隊の一隻。艦長はドーラ・バレク大佐。ガルント爆撃指揮官はヴァンス・バーレン大尉。艦載機は空間重爆撃機DBG88 ガルント。
ゲルバデス級の試作1号艦で試験用の赤い艦体色に塗られているため、兵士からは<赤い火竜>と呼ばれる。
ヤマトの砲撃による艦の至近での特殊削岩弾の爆発に誘爆し、爆沈。

次元潜航艦 UX-01
『宇宙戦艦ヤマトIII』における次元潜航艇。全長144m。「潜宙艦」。艦長はヴォルフ・フラーケン中佐、副長はゴル・ハイニ大尉。
次元潜航をおこなうための亜空間推進機関「ゲシュ=ヴァール機関」を搭載し、通常空間に加えて異次元空間への往来・航行も可能とした特殊戦闘艦艇。劇中にはUX-01一隻のみが「総統直轄の特務艦」という特別扱いで登場する。
デラメヤ級強襲揚陸艦
太陽系第6惑星ゼダン（土星）宙域に配備されていた揚陸艦。全長92.3m、全幅38.0m、全高24.6m。車両6両を搭載・空中投下可能。
第4話においてガミロイド兵によって運用されており、エンケラドゥスで搭載した戦車部隊と共にヤマトを急襲する。
FS型宙雷艇
本作で新たに設定されたガミラス軍の宇宙艇。全長33m。
機動部隊に随伴し、重攻撃機並みの機動力と搭載した空間航跡減衰装置を活かし、護衛、通商破壊、警備任務、隠密作戦等を行う。七色星団海戦ではUX-01と共に作戦を行ったほか、第25話でセレステラのガミラス脱出時にも使用されている。
輸送艦
主に親衛隊が、反政府分子と見なして捕えた人々を護送するために運用している大型船。
護送艇
偵察や輸送などに使用される汎用VTOL機。

#### ガミラス軍航空機・艦載機
戦闘攻撃機DWG229 メランカ
旧高速空母艦載機。機体長7.7m、全幅19.4m。
ポルメリア級の艦載機で、外形は旧作における複座型から単座型へ変更された。また、塗装も変更されている。
偵察機FG156 スマルヒ
旧高速偵察機。機体長12.5m、全幅27.1m、全長15.8m。
ポルメリア級の艦載機で、旧作より曲線的な形状へ変更されている。
空間駆逐戦闘機DDG110 ゼードラーII
旧ガミラス戦闘機。機体長17.2m。
空間格闘戦闘機DWG262 ツヴァルケ
ナビ音声 - 森谷里美（ゲートコントローラー搭載時）
本作新規設定の戦闘機。総全長15.58m。全幅7.5m。
高い機動性を持つガミラス軍の主力戦闘機。一般機は緑と濃緑の迷彩塗装だが、メルダ機は紅く塗装されている。
また、システム衛星に遺棄されていた機体をヤマトが鹵獲し、簡易なゲートコントロールシステムを搭載してバラン星宙域の強行偵察に使用した。この機体は損傷するも帰還し修理されており、ヤマト艦内で保管されていたが、後に連絡将校として再びヤマトに乗艦したメルダが紅く塗り替えて使用する。
空間艦上戦闘機DWG109 デバッケ
旧ドメル式DMF-3型高速戦闘機。全長18.6m。
バルグレイの艦載機。ツヴァルケと異なり艦載機として運用されることを前提とした機体であり、敵戦闘機との格闘戦任務を主とする傍ら、味方爆撃機・雷撃機の護衛任務もこなす。塗装は緑色基調で、隊長（ゲットー）機は若干色が薄く翼の塗装が一般機と異なる。
原作から主翼の形状がデルタ翼へ変更されており、翼下に空対空ミサイルを懸架している。
空間艦上攻撃機DMB87 スヌーカ
旧ドメル式DMB-87型急降下爆撃機。全長18.207m。
ランベアの艦載機。元は大気圏内用急降下爆撃機だった機体を航宙母艦で運用できるよう改造したもので、重戦闘機や宙雷艇の登場により、攻撃機としては辺境宙域に活躍の場を移している。一方で防空機としても運用されており、未だに本星防衛の主力を担っている。
塗装は紫色基調で、隊長（バーガー）機は機種や垂直尾翼の塗装などが一般機と異なる。また、本土防衛機は緑基調の塗装となっている。
空間雷撃機FWG97 ドルシーラ
旧ドメル式DMT-97型雷撃機。全長30.66m。
シュデルグの艦載機。大型対艦魚雷「Fi.97型魚雷」の専用機として開発された機体で高い対艦打撃力を誇っていたが、旧式化して辺境宙域に配備される二戦級の機体となっている。
原作からキャノピーが2つになっており、魚雷は1発に減っている。塗装は青色基調で、隊長（クライツェ）機はキャノピーの周囲と垂直尾翼の塗装が一般機と異なる。
空間重爆撃機DBG88 ガルント
旧重爆撃機。全長51.8m、全幅83.3m。
ダロルドの艦載機。塗装は赤色基調。爆撃指揮官はヴァンス・バーレン大尉。元は民生の特殊削岩弾専用輸送機で、特殊削岩弾と一緒に軍に徴用されて航宙戦闘工兵師団で運用されていた機体。そのため厳密には「重爆撃機」ではないが、航宙戦闘工兵師団編入時の師団長の強い願望によって重爆撃機に分類されている。

#### ガミラス軍陸上兵器・車両
サルバーS-VI型 重戦車
旧宇宙重戦車。全長11.5m、全幅4.8m。
車体の形状などが変更されている。また、揚陸艦から空中投下された際には、車体前後に装備した逆噴射用ロケットポッドを噴射して減速してから着陸している。
車体色は旧作同様緑色だが、レプタポーダに配備されていたものは黄土色の塗装となっている。
メルバーM-III型 装甲兵員輸送車
本作新規設定の歩兵戦闘車。全長10.4m、全幅4m。
サルバー同様、車体色は緑色だが、惑星レプタポーダに配備されていたものは黄土色の塗装となっている。
警護車両
第12話でドメルが乗る凱旋車の前後に配置されていた装甲兵員輸送車。車体色は緑色。
サルバーやメルバーとは異なり、移動にはキャタピラーでなくガミラスの一般車両と同様のホバー走行式である。

#### ガミラス軍各種兵器
遊星爆弾
ガミラスが地球爆撃に用いる巨大爆弾。本作では放射能汚染を広める描写は存在せず、ガミラス植物の有毒胞子が内包されており、爆撃による大規模破壊と共にこれが散布されるという設定になっている。また、発射方法も反射衛星砲の陽電子ビームをエッジワース・カイパーベルト天体に照射して点火し、これを遊星爆弾として地球へのコリジョンコースに乗せると設定されている。
惑星間弾道弾
旧超大型ミサイル。全長1511.5m、直径947m。
弾頭に3つの近接信管が追加されている。遊星爆弾と異なりピンポイント攻撃が可能。ヤマトの発進時に冥王星から発射されたほか、ギムレー指揮する航宙親衛艦隊が反乱が起きた惑星オルタリアを攻撃する際に多数用いた。
反射衛星砲
本作では拠点防衛用として開発されたのではなく、遊星爆弾の加速と軌道角調整のための点火システムである大口径長射程陽電子砲をシュルツが兵器へ転用したという設定が追加された。
反射衛星
本作では反射板ではなく、展開された反射フィールドによってビームを反射する仕組みになっている。また、衛星はデブリに偽装されているため、容易にその存在に気づくことはできない。

監視衛星
冥王星周辺に配備されていた小型の偵察衛星。
ガミロイド（機械化兵）
声 - 吉開清人、菊本平、板取政明、木島隆一
ガミラスで運用されているアンドロイド兵。『さらば宇宙戦艦ヤマト 愛の戦士たち』に登場していたアンドロイド兵とは異なり、各個体同士が意思疎通を行う自律型である。体組織は、ナノマシンで構成された人工オルガネラから作られており、金属製のアナライザーとは対照的に俊敏に動ける。単純なプログラムの多重処理によって動くというアーキテクチャは地球側の人工知能と基本的に同一であることから、ガミラスが地球と同じ数学・物理学を有するコミュニケーション可能な生命体であることが発覚する。
エンケラドゥスでの地上戦では、旧作と同じ発音のガミラス語を口にしていた。浮遊大陸基地や収容所惑星レプタポーダにも多数が配備されているが、これはガミラスの相次ぐ拡大政策による兵員不足を補うためでもある。
なお、「ガミロイド」という呼称はヤマト側が識別のために用いたものであり、ガミラス側は「機械化兵」と呼称している。
試製特殊魚雷［Ng.Fi.01(d)］ / デスラー魚雷
旧デスラー機雷。内部にガス生命体が装填されており、魚雷が破壊されることにより発動する。
物質転送機
旧瞬間物質移送器。七色星団海戦に際してドメラーズIII世に搭載された最高機密の試作兵器。
特殊削岩弾
旧ドリルミサイル。全長51.8m、全幅7.2m。
空間重爆撃機DBG88 ガルントに搭載される。本作では、元々鉱山や小惑星から鉱物資源を採掘するための掘削機械だったもの（兵器でないため侵入対策などされていない）が、工兵用として専用輸送機（後のガルント）ごと軍に徴用されたものであり、七色星団海戦に際してドメルの発案により遅延信管(時限爆弾)を装備した兵器として実戦投入されたという設定になっている。コミック(角川書店)版第4巻14P、ガンツの回想の中で、鉱山で本来の用途に使われる様子が描かれている。
ヌルVI型警邏ロボット
旧作での宇宙要塞島の武装ロボット。ビーメラのシステム衛星に残されていた旧式ロボットであり、ガミロイドとは異なり単純な警備プログラムによって行動している。また、動きはガミロイドより鈍重ながら、緑色の探査光線照射器とピンク色のビーム砲を内蔵している。
モルドラP-88
ガミラス軍の制式拳銃。形状は地球のものと大差ない。緑色の光弾を発射する。ガミラスでは広く使用されている。
なお、本作では地球側だけでなくガミラス側も、拳銃型の武器については利き手と反対側の腰のホルスターに普段は収納している。
スマルターPP-7
ガミラスの高官用拳銃。デスラーが使用している銃は、色が金色で、総統用に特殊な装飾が施されている。
機械化兵用拳銃
旧ガミラス銃。旧作ではガミラス人が使用していたT字型の銃だが、本作ではガミロイドが使用する。
自動小銃
ガミラス軍や親衛隊のガミラス人将兵にも広く使用されている自動小銃。銃尾のボタンがトリガーとなっており、親指で押すと緑色の光弾をフルオートで発射する。また、ピストルグリップ部分で相手を殴打することもある。
狙撃銃
第十七収容所において、デバルゾ・ボーゼンが囚人を撃つのに使用している銃。自動小銃と同様、銃尾のボタンがトリガーとなっている。
18型手榴弾
ガミラスで使用される手榴弾。柄の先に円筒状の弾体がある構造で、柄の先に内蔵されている紐を引いてから数秒後に爆発する。劇中では第442特務小隊やガミロイド兵が使用した。
第21話では惑星レプタポーダの反乱時には、18型とは異なる柄の先に棘付きの球状の弾体がある手榴弾が登場する。

#### その他のガミラスメカ
翻訳機
首筋に貼り付けて使用する小型の機械。多数の言語を相互に翻訳できる。
メルダが最初にヤマトへ乗艦した際に初めて使用された。また、オシェットが「ユリーシャ」（雪）を救出した際にも彼女の首筋に貼り付け、「イスカンダル語を話すユリーシャ」（日本語を話す雪）と意思疎通を図っている。終盤にデスラーがヤマトに乗り込んだ際にも使用している。

### ガトランティス軍
メカニカルデザインは主に宮武一貴と出渕裕が担当。
なお、本作でのガトランティスメカの設定画には三面図が存在せず、全長もかなりアバウトに決められている。全長に関してはいずれ改訂する可能性もあるとしており、『宇宙戦艦ヤマト2199 星巡る方舟』で実際に全長を始めとする諸設定が再構築された。
ラスコー級宇宙巡洋艦
白色彗星帝国のミサイル艦をベースとして、本作で新たに設定された艦艇。全長285m。
ククルカン級宇宙駆逐艦
白色彗星帝国の駆逐艦を本作向けにリデザインした艦艇。全長190m。
主な違いとして、砲塔数が大幅に減少している。
ナスカ級宇宙中型空母
白色彗星帝国の高速中型空母を本作向けにリデザインした艦艇。全長490m。
形状は酷似しているが、艦橋の位置は右舷側へ移っている。
ガトランティスの攻撃機
第10話で次元断層内を漂流している機体で、白色彗星帝国の艦上攻撃機デスバ・テーターを基に作画された。
第11話にも登場。ドメル率いる艦隊との交戦中にナスカ級から発艦したが、発艦直後に母艦が撃沈されたため、その後は不明。

## 登場勢力・登場天体

### 銀河系
太陽系
本作では星系や惑星の名称に、ガミラス側のもの設定されている。太陽系のガミラス呼称は「ゾル星系」。
地球
第3惑星。ガミラス呼称は「テロン」。
国連の下に国連統合軍が存在し、国連地上軍・国連海軍・国連空軍・国連宇宙軍の4軍に分類されていたが、遊星爆弾による地球環境の激変により、陸・海・空3軍は作戦行動が不能となり、兵員は地下都市建設要員や宇宙軍に編入された。
国連宇宙軍
旧作における地球防衛軍。英称は「UNITED NATIONS COSMO FORCE（略称：UNCF）」。傘下に宇宙海軍や空間防衛総隊などを持つ。
本作では極東管区における作戦名や階級の呼称や用語などに、海上自衛隊のそれに準えた設定が追加されている。
宇宙海軍・連合宇宙艦隊・第一艦隊
メ号作戦のために各戦線から集結した国連宇宙軍最後の艦隊。艦隊司令長官は沖田十三宙将。金剛型宇宙戦艦キリシマを旗艦とし、村雨型宇宙巡洋艦9隻、磯風型突撃宇宙駆逐艦12隻の計22隻が所属。メ号作戦以前の所属部隊によって艦の塗装が異なっている。メ号作戦において旗艦キリシマを残して全滅した。

火星
第4惑星。本作ではテラフォーミングが施されており、地表の一部に海が存在する。かつては「アルカディアシティー」という都市も存在したが、第二次内惑星戦争での敗北後に全居住者が地球へ強制移住させられた上、その後のガミラスの攻撃により2199年時点では廃墟になっている。
旧作に存在していた観測所は存在せず、古代と島も訓練で滞在していたのではなく、メ号作戦のためにその3週間前からアルカディアポート跡地に気密テントを設置し、待機していたという設定になっている。
マーズノイド（火星人）
火星へ入植した地球人居住者の中で、火星現地で出生した者を指す。ルーツは地球人なので地球出身者との差異はあまり無いが、目の光彩が赤系の色をしているのが特徴。第二次内惑星戦争に敗れた末地球へ強制移住させられた経緯があるが、それから月日を経た対ガミラス戦役時点では地球出身者との軋轢の類は見られない。
一方で『緋眼のエース』では第二次内惑星戦争が終結して間もない頃、マーズノイドは地球出身者から地球に反旗を翻した火星生まれの人間として差別を受け、玲も差別を受けていた。なおこの時、1人の地球出身者がマーズノイドの眼の色について「忌まわしい血の紅い色」と罵声を浴びせている。

木星
第5惑星。ガミラス呼称は「ズピスト」。
ヤマトが天王星軌道を目指して人類史上初のワープテストを行った際、原因不明の緊急ワープアウトが起こり、ワープアウト地点となった。
ヤマトの波動砲の余波により表面のガス層が大きく抉れた姿となる。
浮遊大陸
木星の大気圏内に存在する、最大長3622kmに及ぶオーストラリア大陸に匹敵する規模を誇る大陸。本作ではガミラス植物の生育環境としてガミラスが太陽系外から移送してきた人工大陸という設定になっている。AU09の分析によると大気成分はメタンが67%、二酸化炭素が21%、窒素が6%となっており、その他にもアルコールやエタノールも含まれている。大陸を浮かせている重力制御フィールドの影響により、大陸の周囲にも多数の岩塊が浮遊している。
ヤマトの波動砲によって粉々に砕け散る。
木星浮遊大陸実験基地
浮遊大陸に設営されている実験基地。司令官のサレルヤ・ラーレタ以外の基地要員は、艦艇搭乗員を含めて全てガミロイド兵で編成されている。

土星
第6惑星。ガミラス呼称は「ゼダン」。
エンケラドゥス
土星の第2衛星。旧作でのタイタンと同じ位置づけになる。
クレバス内に放棄されたコスモナイト90の採掘場が存在する。なお、地球では発見された順番の都合上第2衛星とされているが、実際にはエンケラドゥスより内軌道の衛星は複数あるため、ガミラス側からは第8衛星と分類されている。

天王星
第7惑星。この惑星の公転軌道がワープテストの本来の目的地だった。また、2191年に太陽系へ侵入してきたガミラス艦を最初に発見したのは、この惑星の監視ステーションである。
海王星
第8惑星。すぐ近くをサーシャの乗ったシェヘラザードが通過し、その際第一艦隊へ信号を送った。
冥王星
エッジワース・カイパーベルト天体に属する準惑星。ガミラス呼称は「プラート」または「プラード」。
本作では前線基地を設置したガミラスによって、ガミラスフォーミングが試験的に施され、海洋が存在する。
また、周囲に不自然なほど大量のデブリが漂っているが、これは全て偽装されたガミラスの反射衛星や空間監視用宇宙塵である。
冥王星以外にも衛星カロンらしき天体も描かれており、ヤマトの宇宙地図にはニクスとヒドラも表記されている。
ガミラス冥王星前線基地
冥王星のクレーター内に設営された前線基地。基地を取り囲むように設置された装置から展開された遮蔽フィールドによって基地の存在を秘匿している。隣接する湾の氷結した海底には、反射衛星砲が設置されている。
メ2号作戦において、反射衛星砲の爆発で生じた津波と、惑星間弾道弾の誘爆により消滅する。

ヘリオポーズ
太陽系と外宇宙の境目。ここを越えると、強力な銀河放射線の影響により、地球との超空間通信が困難になる。

シリウス星系
太陽系から約8.6光年離れた点に存在するおおいぬ座のα星「シリウス」を主星とする星系。しかし、島が名称を言っただけで、登場はしない。本星系を航行中のヤマトが、搭載しているVLBI望遠鏡で地球を観測した際、およそ8年前のガミラスの侵略を受ける前の青い地球が映し出された。
グリーゼ581星系
太陽系から約20.4光年離れた点に存在するてんびん座の赤色矮星「グリーゼ581」を主星とする星系。旧作におけるオリオン座アルファ星と同じ位置づけになる。
イズモ計画における対象惑星が存在する。
原始星団
銀河系外縁部に存在する原始恒星系の集まり。UX-01の襲撃を受けたヤマトがこの中の1つに逃げ込み身を潜めた。

### 銀河間空間
カレル163
ビーメラ星系の手前に存在する中性子星。この星の宙域では、カレル163の重力勾配の影響によって、ワープの時空座標にずれが生じる。ドメルはそのずれを見越してヤマトのワープアウト地点を予測し、待ち伏せて包囲することに成功した。
ビーメラ星系
バラン星から約3万光年の距離に存在する星系。大マゼラン方面に30光年近く離れた宙域に亜空間ゲートとシステム衛星が存在する。
ビーメラ4
ビーメラ星系の第4惑星。オムシスが不調になったヤマトが補給のために立ち寄った。緑一色だった旧作と異なり、地球に近い外観をしている。環境も地球に近く、人類移住に適している。
ヤマトがこの惑星に到着した際、新見薫ら他惑星への移住を企てていた「イズモ計画」派が反乱を起こす（#計画・作戦・戦争を参照）。
かつてイスカンダルが救済のためにやって来たらしいが、現在では滅び去った文明の遺跡のみが残っている状態となっている。
ビーメラ人
ビーメラ4に生息していた人型節足動物。背中の羽で飛翔することも可能。現在ではミイラ化した死骸が残っている。

バラン星
銀河系と大マゼラン銀河の中間に位置する自由浮遊惑星。本作では形状が極端に扁平な回転楕円体になっている。
その正体は太古にアケーリアスが褐色矮星を改造してつくった人工天体であり、惑星中心部にゲートシステム用の巨大なエネルギープラント、惑星周囲に亜空間ゲートを二つ備えたエネルギー収束リングを有する。
バランの位置と名称は、ユリーシャによって地球へ伝えられたとされる行程表に記されている。ヤマトは銀河系を出た後、この星を「灯台」として航行していた。
亜空間ゲートによるワープネットワークのハブステーションとして機能していたが、ヤマトの波動砲によってエネルギープラントが破壊され、マゼラン側ゲートも崩壊する。その後、プラント崩壊による重力バランスの変動に耐え切れず、旧作に酷似した姿に成り果てた。
バラン鎮守府
ガミラスの銀河方面軍司令部。バラン星の大気層に浮遊している。2枚の岩盤からなる特殊な構造をしており、下部プラットフォームの中心にはアケーリアス文明が残したとされる遺跡が存在する。バラン星中心部のエネルギープラントが崩壊した際に、巻き込まれて破壊された。

### 大マゼラン銀河
サレザー恒星系
旧作における太陽系サンザー。本作では地球から16万8千光年の距離に位置すると設定されている。
イスカンダル
第4惑星。王都の名称は「イスク・サン・アリア」。当初は大マゼラン銀河内という以上の正確な位置は不明だったが、後にガミラスと二連星の関係であることが判明する。この事実にヤマトクルーの多くは大きなショックを受けたが、イスカンダルとガミラスの共謀を疑う者が出る一方で、「知らなかったからこそ来る気持ちを保てた」という答えを出す者もいた。
旧作同様無人の廃都と化した惑星だが、旧作とは異なり地殻変動や津波が頻発するという設定はない。
大ガミラス帝星
第4惑星、およびそれを本星とする星間国家。本作では国連宇宙軍によるガミラス軍の呼称に「ガ軍」の略称が追加されている。なお、ガミラス語では（帝国臣民の意も含む）ガミラス民族を「ガミロン」と呼称する。帝都の名称は「バレラス」。数字の「4」を反転させたようなシンボルマークを掲げている。
ガミラス大公国として、サレザー恒星暦で1000年前に建国された後、103年前にアベルトの叔父のエーリク・ヴァム・デスラー大公がガミラス全土を統一した。大公が死去した後、内戦状態となったがアベルトが再統一し、大ガミラス帝星と制定した。その後は大小マゼラン銀河を平定し、天の川銀河へも侵出している。
なお、地球人は当初ガミラス本星の位置を知らず、科学的推論から銀河系内に存在すると考え、銀河系さえ出てしまえばガミラスの追撃も弱まると期待していた。しかし、ガミラス本星は実はイスカンダルと二連惑星であり、イスカンダルを目指すことは自ら敵の牙城へ飛び込むことでもあった。
旧作ではイスカンダル同様に惑星としての寿命を終えつつある星で、海が硫酸と化するなど環境が悪化し、それ故に移住先を求めて地球を狙い侵略するという動機が語られていたが、本作では寿命に関する言及や描写はない。惑星表面に開いている穴も、旧作では二重構造の地殻が崩落した跡とされているが、本作では侵略した星系をガミラスフォーミングする為に地殻を移動させた跡と設定されている。
第二バレラス
ガミラス星とイスカンダル星の中間、ラグランジュポイントL1に存在する空間機動要塞都市。
イスカンダルへの遷都を見越して、ガミラスの新たなる帝都として建造された。
ガミラス支配下の民族
植民星であるが、大マゼラン銀河内にあるかは不明である。
ザルツ人
ガミラスの支配下にある惑星ザルツ出身の民族。勇敢さや勤勉さが際立った民族のため、義勇兵としてガミラス軍に編入されている。
肌の色を含め、地球人と変わりない容貌であるために、ヤマトに潜入する特殊部隊は彼らで編成された。
ジレル人
惑星ジレル出身の民族。若干灰色がかった白い肌を持ち、耳が尖っているのが特徴。精神感応者が多く、それを理由に迫害を受け続けており、現在の生き残りはリンケ戦死によりセレステラのみとなっている。後述のアケーリアスの種族の末裔だという噂もある。
オルタリア人
ノルド大管区の属州惑星オルタリアの原住民族。褐色の肌で、顔にペイントが入っているのが特徴。民族主義者がガミラスに対し反乱を起こし、首都の制圧に成功するが、航宙親衛艦隊によって惑星表面全体を焼き尽くされ、反乱に無関係の非民族主義者や逃げ遅れた他星からの移民団もろとも虐殺された。
なお、オルタリア殲滅後も、他星にいたため生き延びているオルタリア人はおり、ゼーリックの秘書（実質的には奴隷）や収容所惑星の囚人などが登場している。

エピドラ
第5惑星。土星に形状が似た赤い惑星。ヤマトがサレザー恒星系にワープアウトした宙域。第二バレラスから発射されたデスラー砲の直撃を受け崩壊していく。

タランチュラ星雲
大マゼラン銀河の先端に位置する星雲。濃密な星間物質やイオンの嵐が吹き荒れている。第19話においてユリーシャがヤマト艦首から眺め、サーシャと一緒に帰れなかったことを憂えていた。
七色星団
タランチュラ星雲内に存在する宇宙の難所。7つの縮退星で構成された星団で、宇宙ジェットの噴出も観測されており、外見上はイオン乱流の嵐が吹きすさぶ雲海である。星雲を通過する上での最短コースだが、同時に星雲内で最も危険な宙域でもあり、全体領域が広いためワープで一足飛びに通過することも不可能。常識で考えるなら迂回すべき宙域だが、沖田は先を急ぎ、かつ敵の裏をかいてあえて突破を決断した。しかし、その決断はドメルに読まれており、七色星団はヤマトと待ち受けていたドメル艦隊の決戦場となった。またレーダーも通用せず、その決戦は海戦さながらの目視による近接戦闘で行われた。

惑星レプタポーダ
大マゼラン銀河の辺境惑星。一面砂漠の荒れ果てた星で、ガミラスの第十七収容所が設営されている。
第十七収容所
ガミラスの反体制派や戦争捕虜が収容されている収容所。渓谷の間に建設されており、脱走は不可能となっている。所長のデバルゾ・ボーゼンにより私物化されており、囚人の虐待が日常化している。

### その他の勢力・天体
アケーリアス
劇中より遙か昔に存在したとされる超古代文明。極めて発達した文明を持っており、バラン星を中心とした超空間ネットワークを構築。さらに宇宙各所に亜空間ゲートを設置した。現在では既に滅びており、残された亜空間ゲートの一部は、ガミラスによって利用されている。
ガトランティス
第11話でドメル艦隊が戦っている敵。大帝を頂点とする部族国家で、小マゼラン銀河外縁部に度々侵入を繰り返してガミラスと衝突しており、ガミラスからは「蛮族」と呼ばれている。ガトランティス人の肌の色は『さらば』『2』同様緑色であり、ガミラス語とは異なる独自の言語を話す。
ガミラスの捕虜となっている者もおり、ゼーリックの秘書や収容所惑星の囚人となっているガトランティス人が登場している。

## 用語
※は本記事上での便宜上の名称。

### 計画・作戦・戦争
ヤマト計画（ヤマトけいかく）
ヤマトの航海の主目的となる、イスカンダルに存在する汚染浄化システム「コスモリバースシステム」を受け取り、地球環境を回復させるという計画。国連主導の計画であるが、各ブロックが寸断されているため、実質上は極東管区（日本に相当）が主導している。ヤマト発進に際しては、世界各地からエネルギーが送られた。
また、地球に遣わされたユリーシャ（ならびに本来ならばサーシャも）を故郷のイスカンダルへ送り届ける目的も含まれる。
イズモ計画（イズモけいかく）
旧作でもヤマトは元々限られた人類を脱出させる計画のための船であったことが語られるが、本作では具体的な名前が設定されている。
ヤマト計画の前身となる地球脱出計画。当初はごく一部の人類のみを脱出させて、世代を継ぎながら長期間にわたり当てもない航海を行う計画だったが、2198年に来訪したイスカンダルの使者がもたらした情報と技術供与により本計画は破棄され、ヤマト計画へ転換された。
しかし、内心では未だにイズモ計画を捨て切れていない者が存在する。イスカンダルからの技術供与によりワープが可能になったことで、移住可能な惑星を発見した後、その情報を持って地球に帰還し、より多くの人類の移住を行うことが可能になったと考え、それを画策する芹沢が新見に内密に指示を与える。
イズモ計画派の反乱（イズモけいかくはのはんらん）※
ヤマトがビーメラ4に立ち寄った際に、主犯格の伊東・新見を筆頭に、保安部などを始めとするイズモ計画派の面々により勃発した反乱。
彼らは艦長の沖田が病床に伏した状況に乗じ、航海長の島を味方につけ、副長の真田を監禁したうえで、「艦長と副長の許可を得た」と偽り、ヤマト計画の打ち切りを宣言して「ビーメラ4の情報を持って地球に帰還する」イズモ計画への移行を企てた。
しかし実際には、島は藤堂長官の密命を受けてイズモ計画派を内偵していた星名と通じており、帰還の段階で反抗。これに対して伊東と新見の間に対立が生じ、伊東は島だけではなく新見まで射殺しようとするが星名に阻止される。さらにその混乱した状況下に沖田が病床から復帰、事態は沖田の一喝で一気に終息した。
反乱参加者は営倉に拘束され、多くの者は、七色星団海戦において営倉に被弾した際に死亡したと第21話において推測されている。なお、新見は七色星団海戦において特殊削岩弾の除去作業に携わって難を逃れ、この功績や能力を鑑みた情状酌量により許されて軍務に復帰した。また、営倉を破壊された中で九死に一生を得た伊東と薮はシーガルに潜み脱出の機会をうかがった。後に古代がこのシーガルで惑星レプタボーダ探査に出たところで機を奪って脱走を企てるがトラブルで不時着、レプタボーダで発生した反乱に巻き込まれて伊東は死亡、薮は行方不明となった。
漫画版
イズモ計画は、『宇宙戦艦ヤマト2202 愛の戦士たち』のG計画と同じく、選別された人員でヤマトを運行し、ヤマトには地球上の生物の遺伝子を搭載して箱舟として移住先を世代を超えて探し続ける計画となっている。もともと、移住先を発見しても地球に戻って避難民を輸送する計画ではなかったのである。
ヤマト出航後は、地球上で本土決戦を行い、最終局面では、真田志郎が設計し地下都市の奥深くに設置されている重核子爆弾を起爆して、占領して来たガミラスともども惑星規模で全生物の脳細胞を破壊する集団自決を行うことが計画されていた。

内惑星戦争（ないわくせいせんそう）
地球対火星の人類同士による戦争。第二次内惑星戦争は、ガミラス戦役以前の2180年頃に勃発している。物量で勝る地球軍に対し、火星軍は隕石を用いた奇襲攻撃によって短期決戦を図ったが、艦隊戦力の差を埋められずに主要コロニーが無差別攻撃に晒されたため、無条件降伏を余儀なくされた。戦後、マーズノイドは地球へ強制移住させられている。
なお、村雨型宇宙巡洋艦は、この戦争下における増産計画によって量産化が進められ、多数の同型艦が建造された。また、地球の地下都市は、この戦争の時に造られた地下シェルターを改造したものである。
力号作戦（力ごうさくせん）
第一次火星沖海戦。2193年頃、火星宙域まで侵攻してきたガミラス艦隊との間に勃発した海戦。劇中では全く語られず、詳細は不明。
資料によると、地球側は物量をもって押し返そうとするも、逆に大打撃を蒙り惨敗したとされる。この海戦における生き残りはキリシマ1隻のみとなっている。また、キリシマの同型艦であるコンゴウとハルナはこの海戦で撃沈された。
力2号作戦（力にごうさくせん）
第二次火星沖海戦。2193年、地球が唯一「勝利」した戦い。ガミラス艦隊による地球への直接攻撃を防ぐために火星を絶対防衛線として行われ、かろうじて侵攻を阻止した。この海戦での「勝利」が、当時司令官を務めていた沖田を「英雄」と賞賛させる由縁となる。沖田の息子と山本明生はこの海戦で戦死した。
この作戦以後、ガミラスは地球への攻撃を遊星爆弾によるロングレンジ爆撃に絞ることとなる。
メ号作戦（メごうさくせん）
2199年1月17日に起こった冥王星沖海戦。名目上は地球最後の艦隊による最終決戦であるが、その真の目的はアマテラス（下記）を無事に太陽系に迎え入れることにあり、決戦は陽動である。機密事項であるため、一部の人物以外には陽動であることが知らされていなかった。旗艦キリシマを除き全艦が撃沈されたが、陽動には成功する。
なお、作戦中の符牒には日本神話の『岩戸隠れ』伝説に由来する名称・語句が使用されている。
アマテラス
イスカンダルからの2人目の使者であるサーシャならびに搭乗宇宙船に対し、地球側が付けたコードネーム。由来は日本神話に登場する天照大神。『岩戸隠れ』伝説では、天照大神が天岩戸に隠れたために世界が真っ暗になったとされる。
ウズメ
サーシャによって届けられる波動コアの回収要員。コードネームの由来は、『岩戸隠れ』伝説において、天照大神を天岩戸から誘い出すために踊ったアメノウズメ（天宇受賣命）。
アマノイワトヒラク（天岩戸開く）
アマテラス（サーシャ）の太陽系到来を司令部へ知らせるに際し、戦艦キリシマの沖田が用いた符牒。『岩戸隠れ』伝説では、天岩戸が開けられ天照大神が外へ出たことによって世界が再び明るくなったとされる。

メ2号作戦（メにごうさくせん）
ヤマトによる冥王星基地破壊を目的とした作戦。実施の可否はヤマトに委ねられていた。作戦内容は、ヤマトが敵艦隊を引きつけている間に別行動をとる航空隊が敵基地を発見し、攻撃するというものであった。
反射衛星砲による想定外の攻撃により、当初の作戦とは大きく異なる形を取ることになったが、最終的には敵基地殲滅に成功し、地球への遊星爆弾攻撃を根絶させた。
小説版では航空隊の編成が異なり、古代、山本と第二航空隊がアルファチーム、加藤以下の第一航空隊がブラボーチームとなっており、反射衛星砲台の発見・報告は本編ではアルファ2の山本であったが、小説版ではアルファ5の沢村が行っている。
ヤマト捕獲作戦（ヤマトほかくさくせん）※
ミレーネル・リンケの能力を使ってヤマト乗組員を幻惑し、ガミラス支配域にワープアウトさせて艦体を捕獲することを目的として、ミーゼラ・セレステラの指揮下に実施された。バラン星のアケーリアスの遺跡に存在する装置を用いて、媒介となる粒子を散布した宙域に進入してきたヤマトの艦内に思念体を送り込み、乗員全員を幻惑して艦の制御を奪うことに成功した。
しかし、偶然、哨戒任務に出ていた古代と雪の活躍、百合亜に憑依したユリーシャの助力により作戦は失敗。リンケの思念体は波動エンジン内に閉じ込められ、再起動したエンジンの莫大なエネルギーを浴びて消滅した。結果、思念体を失ったリンケの肉体も装置の中で死亡した。
ヤマトの捕獲には失敗したが、ガミラス側はヤマトの構造の詳細なデータと、イスカンダル人（ユリーシャ）が乗り込んでいる事実を知ることになった。
デスラー暗殺未遂事件（デスラーあんさつみすいじけん）※
ガミラスのヘルム・ゼーリック国家元帥によって引き起こされたクーデター未遂事件。
貴族階級出身で生粋の純血主義者であるゼーリックは、異民族や平民であっても実力ある者は高い地位に取り立てるというデスラーの政策にかねてから強い不満を抱いており、密かにデスラーを暗殺して帝国の実権を握り、貴族社会を復権させようと目論んでいた。
ヤマト出現以降、ドメルやセレステラがヤマト討伐に赴いたのを好機と捉え、秘密裏にバラン視察に向ったデスラーの座乗艦「デウスーラI世」の機関に細工を施して爆沈させ、デスラーを暗殺。その罪をドメルとディッツに着せ更迭すると、観艦式の名目でバラン星に1万隻に及ぶガミラス艦隊を集結させ、式の演説でデスラーの死を公表し、それを秘匿する中央政府の打倒を呼びかけた。
しかし、秘密裏に進めていた暗殺計画は、実際はセレステラによって早い段階からデスラーに筒抜けの状態だった。座乗艦爆破によって死亡したデスラーは影武者であり、本物は密かに次元潜航艦「UX-01」に身を隠していた。
デスラー自らによって自身が踊らされていたこととクーデターの首謀者であることを暴露されたゼーリックはなおも自らの正当性を主張すべく演説を続けようとしたが、真実を知って激昂した部下のゲールによって射殺され、クーデターは未遂に終わった。しかし、この間に後述のバラン突破作戦を敢行したヤマトによってワープネットワークのハブステーションであるバラン星が破壊され、ガミラスの基幹艦隊がバラン宙域に置き去りにされたことが、ドメルの死とデスラー政権崩壊の遠因になるという皮肉な結果を残すこととなった。
バラン星突破作戦（バランせいとっぱさくせん）
システム衛星で入手した情報に基づいて、ガミラスの管理する亜空間ネットワークを使用して長距離を一挙に跳躍し航海日数を短縮することを目的とする。事前に亜空間ゲートの使用の可否とバラン星宙域の情勢を把握する為に篠原が強行偵察を実施し、得られた情報を元に作戦が立案された。ビーメラのゲートからバラン星の銀河方面側のゲートを抜けてバラン星宙域に出た後、そのままガミラス艦隊の中央を突破し、バラン星を挟んで反対側に位置するマゼラン側のゲートへ突入して大マゼラン銀河近傍のゲートに出るというものである。
バラン宙域に終結していた1万隻を超えるガミラス艦隊は、密集体形をとっていたところにヤマトの奇襲を受けたため、大混乱に陥る。ガミラス側の力押しでヤマトはバラン星の雲海に沈むものの、これは偽装沈没であり、そのままバラン星内部を突っ切ってマゼラン側へ浮上する。マゼラン側ゲートを背にして波動砲を発射したヤマトは、バラン星中心部のエネルギープラントを破壊すると同時に、発射反動を利用してマゼラン側ゲートへ飛び込んだ。
エネルギープラント破壊によって、マゼラン側ゲートは使用不能となり、観艦式に集められていた基幹艦隊はゲールが発した咄嗟の撤退命令により全滅は免れたが、それでも大打撃を被った上にガミラス本星への帰還に通常のジャンプ航法を余儀なくされ、ヤマトの追撃はおろかガミラス本星の防衛もままならない状態に陥った。
ソードスリー
バラン偵察任務時に篠原が使用したコールサイン。元々は343航空団第4偵察飛行隊所属の山本明生が使用していたコールサインであり、訓練生時代に飛ぶ姿を見た篠原はその美しさに憧れていた。
なお、篠原はそのパイロットが誰であったかを知らず、偵察から帰還してから、それが明生であったことを妹の玲から教えられた。

七色星団海戦（なないろせいだんかいせん）
七色星団におけるヤマトとドメル機動部隊の決戦。旧作ではドメルが場所を選定した上で挑戦状を出し、沖田がこれに応えて生起したが、本作では双方が相手の行動を予測した上で最終的に七色星団で会敵する。
旧作のドメル艦隊は「宇宙最強」と謳われた精鋭艦隊とされていたが、本作のドメル機動部隊は、本星にある艦隊戦力のほとんどを親衛隊に抑えられた中で掻き集められた、旧式艦数隻と老兵・新兵の寄せ集め戦力であり、ヤマト相手に見劣りする戦力と設定されている。
ほぼ旧作と同様の展開と結末だが、旧作では4隻の空母が連鎖的に誘爆して一気に轟沈したのに対し、本作では事前の航空戦で1隻が、2隻が誘爆で沈み、残る1隻はヤマトの砲撃によって沈められ、さらにドメルの旗艦もヤマトの砲撃によって沈められている。また、海戦の最中にヤマトに潜入したガミラス特務小隊によって、森雪が拉致されるという新たなエピソードが追加されている。
ユリーシャ救出作戦（ユリーシャきゅうしゅつさくせん）※
七色星団海戦において、ヤマト撃破と並行して行われた作戦。先のヤマト捕獲作戦を通してヤマトにユリーシャが乗艦していることを知ったデスラーが、大統合の旗印とすべくユリーシャを「救出」（ヤマト側から見ると「拉致」及び「誘拐」）するようにドメルに指示して実施された作戦である。
地球人と大差ない容姿を持つザルツ人からなる第442特務小隊がヤマトクルーに変装して艦内に潜入し、ヤマト艦内にいると推測されるユリーシャを連れ出すべく準備して、UX-01搭載のFS型宙雷艇に乗り込んでヤマト近辺に潜み機会を待った。
七色星団海戦の冒頭、第二次攻撃隊がヤマトのレーダーを破壊し、監視が疎かになったところを見計らい、宙雷艇でヤマト舷側に取り付いた隊員は首尾よくヤマト艦内へ潜入するが、通りすがりの星名に見慣れない顔を見咎められた際に発砲して潜入が発覚する。しかし直後に保護対象の「ユリーシャ」を発見し、その身柄を確保することに成功する。
古代が指揮するヤマト保安部との銃撃戦の末、ただ1人生き残ったオシェットは、仲間が命がけで「救出」した「ユリーシャ」を連れて脱出に成功するが、その「ユリーシャ」は実は容姿が瓜二つの森雪であった。

大統合（だいとうごう）
デスラーが若き日より実現しようとしているガミラスとイスカンダルの大統合。「古き都であるバレラスを帝国臣民とともに破壊し、その尊き犠牲をもってガミラスは古き衣を脱ぎ捨てる」と称し、その後、第二バレラスをイスカンダルへ降り立たせ、新たなるガミラスの帝都、そしてガミラスとイスカンダルを繋ぐ架け橋にしようとした。
ヤマトがバレラスの総統府に突入した後、第二バレラスの633工区を分離・落下させ、ヤマトごとバレラスを破壊しようとする。633工区がヤマトの波動砲で破壊された後は、デスラー砲でバレラスを破壊しようとするが、雪とオシェットの手によって第二バレラスの波動コアが暴走。デスラー砲発射は阻止され、第二バレラスも爆発した。第二バレラス周辺に展開していた航宙親衛艦隊も壊滅。
その結果、デスラーに切り捨てられヤマトに救われた形となったヒスらガミラス人は、当然デスラーに敵意を抱くとともにヤマトに好意を抱くようになり、地球に対する戦意を捨てた。

### 技術
次元波動理論（じげんはどうりろん）
波動エンジンの基礎となっている理論で、波動砲や波動防壁もこれを応用したものである。イスカンダルから地球に技術が供与された。
旧作ではガミラス側の機関等については言及がなかったが、本作ではガミラス艦の主機関の原理もヤマトと同等と設定している。
次元波動エンジン（じげんはどうエンジン）
正式名称「次元波動超弦跳躍機関」（じげんはどうちょうげんちょうやくきかん）。単に「波動エンジン」とも呼ばれる。人類初のワープ航行を達成する原動力となる。
ガミラス側の艦船の主機関は、「ゲシュ=タム機関（ゲシュ=タム・ドライブ）」という名称となっている。
ワープ
旧作におけるワープが時間の波の頂点から頂点への移動だったのに対し、本作では現代物理学における宇宙モデルの一つである「ブレーンワールド（膜宇宙）」に基づき、「膜」を歪曲することで膜上の2点を近づけ、その間をワームホールで繋ぎショートカットするという原理になっている。
ガミラス側では「ゲシュ=タムジャンプ」と呼称されている。「ゲシュ=タム航法」とも呼ばれるほか、単に「ジャンプ」と呼ばれることもある。
波動砲（はどうほう）
正式名称「次元波動爆縮放射機」（じげんはどうばくしゅくほうしゃき）。イスカンダルから供与された次元波動理論を真田を中心とする地球技術陣が兵器に転用したもの。物語の冒頭ではガミラス側は同等の兵器（後のデスラー砲）をまだ開発中であり、ヤマトの波動砲が示した威力に驚愕する。ヴェルテ・タランは推測ながらも実際に発射された際の映像を見て、すぐに開発中の新型兵器との類似点に気付いた。
かつてはイスカンダルも同等の兵器を所有し、これを使って大マゼランを力で支配していたが、現在はこれを封印している。また、ガミラスや地球がそれぞれ独自に応用兵器を作成したことに懸念を示す。
後にガミラス側も同原理の「ゲシュ=ダールバム」（通称「デスラー砲」）を完成させる。
波動防壁（はどうぼうへき）
正式名称「次元波動振幅防御壁」（じげんはどうしんぷくぼうぎょへき）。次元波動理論を応用した防御手段。展開する場所を調整することができ、例えば艦首に集中させることもできるが、最長でも20分程度しか使えない。波動エンジンの内部にも必要に応じて展開し、保守作業の安全に資する。詳細な理由は不明だが、リンケの精神体は波動防壁を通過することが出来ない。
ガミラス側では「ゲシュ＝タムフィールド」と呼称されているが、ヤマトと異なり艦体防御に使用されている描写はなく、ガミラス艦の装甲は「帯磁性特殊加工（ミゴヴェザー・コーティング）」を施すことで防御力を高めている。

コスモリバースシステム
旧作のコスモクリーナーD。汚染を浄化し、惑星を再生させることができるシステム。
その実体は、生命を宿した星に時空を越えた波動として存在している、星の物質と生命の進化の記憶を封じこめたエレメントを触媒に、惑星の記憶を解き放ち、その力で惑星を再生させるというもの。システムはそのエレメントがイスカンダルまで来なければ完成しないため、地球に直接送り届けることができなかった。
そのエレメントとはヤマトそのものであり、イスカンダルにて波動砲を封印し、波動砲制御室にシステムが設置され、ヤマト自身がコスモリバースシステムに改造された。エレメントとは別に、エレメントと同じ星の出身である生命体の記憶と思念で構成された「核」の存在も必須である。
イスカンダルでシステムが設置された当初は、古代守の記憶や思念の集合体がシステムの「核」とも言える起動パルスとなっており、ヤマト艦内では守の姿が出没する幽霊騒動が起こる。ヤマトが地球を目前にしたとき、守の弟・進は森雪を失って悲嘆に暮れる一方、艦長の沖田の命は燃え尽きようとしていた。守は「艦をお返しします、沖田さん」と呟いてシステムを作動させて雪を蘇生させると消滅し、その直後に死亡した沖田が新たにシステムの「核」となり、システムは再起動した。この間、システムは外部からの制御を一切受け付けず一時再起動不能となり、真田以下の技術科員を動揺させている。その後、本システムによって地球は元の青さを取り戻す。
超空間ネットワーク（ちょうくうかんネットワーク）
太古にアケーリアス文明が構築した、バラン星を中心としたネットワーク。アケーリアス文明が滅びた後、ガミラスがシステム衛星を占拠・改修して管理することで利用されている。バラン星に残された遺跡が、ネットワークのコントローラーの役目をしている。ジレル人であるリンケはこれをゴーストリンクの端末に転用することで、数万光年離れたヤマトへ自身の精神を送り込んだ。
システム衛星（システムえいせい）
バラン星の遺跡と同じ役目を持つ人工衛星。形状は波動コアにも似た印象を持つ楕円体。
亜空間ゲートに付随する形で宇宙の各所に設置されており、ビーメラ星系などに存在する。
両端に木星浮遊大陸基地に酷似した構造物が建っているが、これはガミラスによって増築されたものである。
亜空間ゲート（あくうかんゲート）
超空間ネットワークを応用した亜空間回廊（ワームホール）への出入り口となる施設。これを使用すると数万光年という通常のワープよりもはるかに長距離を跳躍できる。ゲートを使用するためには、跳躍する物体にゲートコントロールシステムを搭載し、システム衛星とリンクする必要がある。
ゲート間を繋ぐ亜空間回廊の中は、レーダー類が一切機能しないため、コントロールシステムの誘導に従って航行することになる。また、回廊内では通常のビーム兵器は霧散してしまい効果を得られないが、実体弾による攻撃は有効である。
ガミラスから「ゲシュタムの門」と呼称され利用されているゲートがバランをはじめとする宇宙の随所に点在し、ガミラスが広大な大小マゼラン銀河を支配するための要となっている。

超空間通信（ちょうくうかんつうしん）
旧タキオン通信。光速ではラグが出るほど遠方の相手とリアルタイム交信が可能。
地球の超空間通信はあまり発達しておらず、太陽圏外との交信は強力な銀河放射線に阻まれて困難となっているが、終盤では開発中の超空間リレーを用いて、ヤマトが太陽圏外から地球との交信に成功した。
一方、ガミラス側の超空間技術は極めて発達しており、十数万光年離れた相手とリアルタイムで交信できる。
ガミラスフォーミング
ガミラスによるテラフォーミング。遊星爆弾による爆撃後、ガミラス植物が有毒胞子を吐き出し、繁殖範囲を広げながら大気を改造していく。物語開始時点では冥王星へ施されており、地球へも施されている最中である。これにより、地球人類は絶滅の危機に瀕している。ただし、このガミラスフォーミングはあくまで地球側の推測に過ぎず、実際にはガミラス人が生活する環境は地球人とほとんど変わらない。
ゲシュ=ヴァール機関（ゲシュ=ヴァールきかん）
次元潜航艦UX-01に搭載されている。
亜空間における推進機関であり、UX-01は通常空間における航行には通常のガミラス艦同様ゲシュ=タム機関を用いるが、次元潜航時はこの機関に切り替え潜航する。また、亜空間魚雷はこの機関を小型化したものを搭載することで、発射後に次元境界面を突破することが可能となっている。
多次元位相バラストタンク（たじげんいそうバラストタンク）
次元潜航艦UX-01に搭載されている。
異次元空間での推進エネルギー流出を抑え、さらにこれを転用することで艦体の浮上沈降を制御している。「次元タンク」とも呼ばれる。
亜空間ソナー（あくうかんソナー）
「次元アクティブソナー」とも呼ばれる、異次元空間に潜む敵に対する索敵装置。艦首バルバスバウに装備されている空間ソナーに、亜空間トランスデューサーとして転用したワープ機関のサブシステムを接続させ、次元ピンガーを打てるようにしたもの。
ヤマト進宙以前から基礎技術の開発が進められており、ヤマトが次元断層に落ちた際にそのデータを得たことで完成に至った。

### 作中作品
『観測員9号の心』（かんそくいんきゅうごうのこころ）
21世紀末の名作小説。作者：Herbert Quain、原題：The Heart of Agent 9。
人類移住以前の火星を舞台とした観測員9号と少女イブの恋物語。YRAラジオヤマト「文学館」において、ラジオネーム「シロシンタ」からリクエストされた。
タイトル及び一部登場人物の名前や劇中映るテロップは、いずれもロボットもしくはそれに類似したテーマを持つSF小説のオマージュとなっている。
「地球の危機〜対異星人 戦闘の記録〜」（ちきゅうのきき〜たいいせいじん せんとうのきろく〜）
2191年4月1日のガミラス艦隊発見を発端としたガミラスとの遭遇に関する一連の出来事を綴った政府広報の記録映像の名称。
映像では、太陽系へ進攻してきたガミラスの宇宙船による先遣艦ムラサメへの先制攻撃で機関長の山崎以外の乗組員全員が戦死したことを伝え、軍務局長の芹沢がガミラスの非人道的な行為を訴える場面が映されている。
事実は逆であり、芹沢が中央司令部の決定として艦隊司令の沖田に先制攻撃を命令したが、「性急に過ぎる」と拒否されたため彼を艦隊司令から解任。その後、芹沢の命令を受けたムラサメが先制攻撃をしかけたが、ガミラスの反撃で撃沈された。この結果、地球・ガミラス間に全面戦争が勃発したが、司令部はムラサメ唯一の生存者である山崎を含めて事実を知る関係者全員に対して箝口令を敷き、「ガミラス側による許されざる先制攻撃」と報道させた。
後にメルダがヤマトに乗艦して事実を告げ、また山崎が箝口令を破って島に伝えたことから、先制攻撃の事実がヤマト艦内に知れることとなったが、薮助治の様に信じていない者も多い。

### その他の用語
単位
旧作では距離の単位として宇宙キロが使用されているが、本作ではこれに相当する単位は存在せず、普通のメートル法と光秒が使用されているほか、長距離では光年やパーセクも使用されている。
以下、架空の単位のみ表記する。
エスノット
本作の地球側における速度単位で、旧作における宇宙ノットに相当する。巡航速度は18エスノット程度だが、ワープ時には36エスノット程度まで増速する。また、空間魚雷などは250エスノット以上の速度を出している。
ガット
ガミラス側における速度単位。
ゲック
ガミラス側における時間単位の一つ。
バーセル
ガミラス側における百分率の単位。

空間航跡（くうかんこうせき）
宇宙船が通過した後に残る残存物質。敵艦の追跡の際にトレースすることで、敵の航路を割り出すことができる。しかし、星間物質等が充満した空間では、空間航跡が星間物質に紛れて、トレースが困難になる。
遊星爆弾症候群（ゆうせいばくだんしょうこうぐん）
旧宇宙放射線病。沖田が数年前から侵されている病で、航海途中に多臓器不全などを併発した。
太陽系赤道祭（たいようけいせきどうさい）
旧フェアウェル・パーティ。ヤマトがヘリオポーズを通過する際、艦内で催された祭り。
「かつて大海原を行く船は、赤道を越える際、航海の無事を祈って『赤道祭』を行った」という故事に倣っている。祭りの最中、希望者は1人につき3分間、地球に残してきた家族や恩人との通信を許可された（ただし、一部クルーは直前のメ2号作戦での損傷箇所補修が優先されていたため、通信が出来なかった）。また、仮装して通路を走る女子クルーの一団がおり、「赤道祭は伝統的に仮装」という太田の冗談が既成事実化した（もしくは「嘘から出た真」だった）ことが窺える。アニメ版の真琴のメイド姿と加藤の僧衣の仮装の他、コミック版では星名の女装メイド姿、玲のネコ耳、猫の手の仮装が描かれている。
なお、地球との交信はクルーの望郷と不安を煽るために新見が進言した。
YRAラジオヤマト（わいあーるえーラジオヤマト）
太陽系赤道祭の折に開設された艦内ラジオ放送。DJは岬百合亜。百合亜がユリーシャに憑依されている間は休止されていた。
開かずの間の幽霊（あかずのまのゆうれい）
ヤマト艦内で噂されている、自動航法室（通称：開かずの間）に現れるという女性の幽霊。白く輝く姿で、目撃者である航海科の林曰く「一糸まとわぬ姿」「雪にそっくり」らしい。宇宙人ではないかという噂も立っている。自動航法室の前にたびたび出没するほか、ヤマトの艦内ネットワークへ接続したオルタの前に現れたり、百合亜の夢の中に現れるなど、ヤマト艦内の物事にたびたび干渉している。その正体はユリーシャであり、航海途中で精神のみ覚醒し、百合亜に憑依した。後にユリーシャ当人が覚醒したことにより騒動は一応の終結を迎えている。
また、復路ではヤマト以前の国連宇宙軍の制服を着た男性の幽霊が艦内の随所で目撃されるようになるなど、二度目の騒動が発生した。その正体はコスモリバースシステムの起動パルスとなった守の思念である。
ヤマト問題（ヤマトもんだい）
単艦で強大な軍事力と渡り合うヤマトの出現、及びそれによって今まで軍事力による圧政を敷いていたガミラス統治の箍が緩み各地で反乱が生じている問題。親衛隊は極めて非人道的な手段で対策をとっている。
サレザー恒星暦（サレザーこうせいれき）
ガミラスで用いられている紀年法。
デスラー紀元（デスラーきげん）
ガミラスで使用されている元号。旧作と同様、劇中時点で103年だが、本作ではアベルト・デスラーの叔父であるエーリク・ヴァム・デスラーがガミラスを統一してから始まった元号であり、アベルト・デスラーが103年間ガミラスを統治し続けたわけではない。

特一級デスラー十字章（とくいっきゅうデスラーじゅうじしょう）
旧デスラー勲章。名称と授与を知らされた時のドメラーズ乗組員の反応から推測するに、ガミラスにおいて特に名誉な章であると思われる。
第12話で大々的な叙勲式の下、ドメルに授与された。しかし、ガル・ディッツ曰く「これは政治パフォーマンスだ」とのこと。
地球イスカンダル和親条約（ちきゅうイスカンダルわしんじょうやく）
地球イスカンダル間に締結された条約。波動エネルギーを武器転用しない事を主旨としているために、波動砲口の封印を無断解除した場合には地球の法律により罰せられる。
O.M.C.S（オムシス）
ヤマト艦内の食糧生産を担うシステム。おおよそのメニューを賄い、日本酒を醸造することも可能。食糧の原材料については、真田曰く「知らない方がいい」とのこと。オムシスが故障すると備蓄食糧に頼らざるをえなくなり一気に食生活が貧しくなる。実際、劇中で一度故障した際には大変なことになった。

## 製作

### 企画・経緯
本作の企画は何度もの頓挫を経て、2007年後半に始動した。元々はアニメ映画『宇宙戦艦ヤマト 復活篇』（2009年）や実写特撮映画『SPACE BATTLESHIP ヤマト』（2010年）と併せて3作品セットという方向で企画され、リメイク版の本作から先に公開するという話もあった。しかし、諸般の事情により決定が遅れ、2010年9月に西﨑義展から原作の使用許諾が降りた。2011年春には正式にGOサインが出て、2012年から公開開始という形になった。
当時は『宇宙戦艦ヤマト 復活篇』の制作に関わっていたXEBECとテレビアニメ版『地球へ…』の制作を担当していた南町奉行所が本作をリメイクすることになっており、同作の脚本に参加していた出渕裕が本作の監督として推薦された。『宇宙戦艦ヤマトIII』や『宇宙戦艦ヤマト 完結編』にメカニックデザイナーとして参加していた出渕は、旧作の本放送時からのファンであることを公言しており、リメイクする場合のアイデアを何度も脳内シミュレーションしてきたが、複雑化した権利関係への懸念も持っていた。また、リメイクに際しては庵野秀明を監督とし、その下で参謀に就きたいと思っていたため、自らへの監督就任には考える部分もあったという。後に依頼があった時点では権利関係の問題は解決の方向へ向かっていたうえ、『ヱヴァンゲリヲン新劇場版』シリーズの総監督で手一杯となっていた庵野の状況を鑑み、依頼を承諾した。また、自らと同じく旧作に導かれてアニメ業界へ入った世代の同業者らへ声を掛けてスタッフを集め、旧作への愛と敬意を持って作業に当たった。
その後、アニメ制作は南町奉行所が抜けてAICが加わった。また、近年のデジタル制作に不可欠なCGについては『機動戦士ガンダム MS IGLOO』の制作に関わっていたSUNRISE D.I.D.が参加している。
監督を引き受けた出渕に対し、周囲からは本作を火中の栗に例えて危ぶむ声も出たが、4年以上の準備期間を経て陽の目を見ることとなった本作の出来について、出渕は2012年2月18日に開催されたイベント「『宇宙戦艦ヤマト2199』発進式〜俺たちのヤマトSP〜」で本編第1話の初公開を終えた後、最小公倍数や最大公約数に例えた満足や自負を述べている。
タイトル決定までの仮タイトルは『新・宇宙戦艦ヤマト COSMO LORD 2199』（しん・うちゅうせんかんヤマト コスモ・ロード にいいちきゅうきゅう）だった。また、生前の西﨑は制作にあたって4つの条件を出したほか、出渕が提出した全体構成の草案にあたって3か所の駄目出しを行ったという。
後述のテレビ放送の際にエグゼクティブプロデューサーを務めたMBSの竹田青滋は、続編『宇宙戦艦ヤマト2202 愛の戦士たち』の第三章劇場公開時の東京新聞によるインタビューに、西﨑義展の養子の西﨑彰司と本作の企画を進めるに際して「ヤマトは中学生のころに熱狂し、ノスタルジーのある作品。9・11のテロもあり、現代風にして21世紀の世にもう一度問いたい思いがあった」と述懐している。

### 取捨選択・再構築
旧作の矛盾点を解消したり、ストーリー展開のテンポなどを調整するため、さまざまな取捨選択や再構築が行われた。以下はその一部である。登場キャラクターのそれについては#登場キャラクター、登場メカのそれについては#登場メカもそれぞれ参照。なお、出渕は解消することで作品の面白みを削いでしまうような矛盾は残すと明言しており、いくつか解消されなかった矛盾もある。
- ヤマトは戦艦大和の残骸からの改造ではなく[注 53]、戦艦大和の残骸に偽装して建造[14]。合わせて艦体の大きさを拡大し、例えば全長を旧作の265.8mから333.0mとした。これにより、旧作のサイズでは艦載機の搭載数に対して艦体が小さすぎるなどの矛盾を解消している。
- 旧作で波動エンジンが設計図の届いた数日後には完成してヤマトへ取り付けられていたように見えていた展開[注 54]に論理付け[16]（#イスカンダル人、#登場勢力・登場天体、#用語を参照）。
- ヤマト乗組員の所属名や階級を変更や細分化[14]（#地球人を参照）。かつ、「大佐」「少尉」「軍曹」といった旧軍式の階級呼称を用いず、「一佐」「三尉」「宙曹」といった現代日本の自衛隊での階級呼称に準じた設定を採用している[注 55]。
- 艦内勤務には3交代制ぐらいが必要なはずなのに主要キャラクターが出ずっぱりなのは無理があることから3交代制を設定[46]。加えて森雪が複数のポジションを兼任するのには無理があるという考えから、旧作での雪の役割を分担する新キャラクターを複数人設定[46]（#地球人を参照）。
- 大マゼラン星雲の呼称を、2012年の現実に倣って大マゼラン銀河へ改称。地球からの距離も、同様の理由で14万8千光年から16万8千光年へ変更[14]。
- 銀河系を旧作で描写されている渦巻銀河から現在推定されている棒渦巻銀河に変更。
- ガミラスが地球汚染に用いた物質を変更[16]。惑星改造についても、遊星爆弾での爆撃描写に加え、「ガミラスフォーミング」という用語を設定[48]（#用語を参照）。
- 旧作で肌が青くなかったシュルツやガンツに理由付け[16]（#ガミラス人を参照）。
- 旧作では、政府の方針としてヤマトをイスカンダルに向かわせているため、反対勢力は存在しなかった[注 56]が、本作では政府も一枚岩ではなく、地球脱出計画（イズモ計画）を推進し、ヤマトがイスカンダルへ行くことを良く思わない勢力が存在し、それがヤマト艦内の人間関係にも影響している。一方のガミラス側もすべての国民がデスラーに忠誠を誓っているわけではなく、デスラーを暗殺しようとする者やデスラーに反旗を翻す者などが存在し、こちらも一枚岩ではなくなっている。
- 「宇宙戦艦ヤマト2199」のタイトルロゴの内、「宇宙戦艦ヤマト」の部分はテレビ版旧作のロゴの文字が踏襲されて採用されている。

### 沿革
テレビでの単独特番については#特別番組、映画館での先行・イベント上映等については#先行上映、ビデオソフトなどの発売は#BD / DVDと#関連商品、他社などとのコラボレーションについては#コラボレーションをそれぞれ参照。
- 2011年
  - 11月11日 - 『宇宙戦艦ヤマト』ポータルサイト「YAMATO CREW」に、「2011年11月12日午前8時、ヤマトクルーに集え!」との告知が掲載[49]。
  - 11月12日 - 情報解禁日。『機動戦士ガンダムUC episode4 重力の井戸の中で』のイベント上映開始直前に特報が公開[50]、「YAMATO CREW」には総監督の出渕による決意表明[51]、アニメ評論家の氷川竜介によるイントロダクション[52]。本作の概要[53]が掲載。本作の公式サイト開設。
  - 12月2日 - YouTubeの松竹公式チャンネルをはじめ、インターネットの各所でPV第1弾公開[54]。
  - 12月9日 - 2012年2月18日によみうりホールでイベント「『宇宙戦艦ヤマト2199』発進式〜俺たちのヤマトSP〜」の開催が発表[55]。
- 2012年
  - 1月25日 - オープニングアニメーションの絵コンテを庵野秀明が担当することが発表[56]。
  - 2月18日 - 「『宇宙戦艦ヤマト2199』発進式〜俺たちのヤマトSP〜」当日。本編第1話が初公開[57]。オープニングテーマ共々第3話から用いられるオープニングアニメーション[58]初公開。オープニングテーマをささきいさおが担当すること[59]や、旧作からのリメイクに際して設定を再構築したこと[16]、前田建設ファンタジー営業部とのタイアップを行うこと（詳細は#コラボレーションを参照）がそれぞれ発表。
  - 2月21日 - 「『宇宙戦艦ヤマト2199』発進式〜俺たちのヤマトSP〜」の終盤で初公開されたPV第2弾が、インターネットでも公開[60]。
  - 2月28日 - 劇場先行公開・ネット配信・BD発売を同時進行することや、テレビ放送が2013年以降になることが発表[4]。
  - 3月2日 - NHKの『MAG・ネット』で、「『宇宙戦艦ヤマト2199』発進式〜俺たちのヤマトSP〜」が紹介[61]。
  - 3月8日 - TOKYO MXの『アニメTV』で、「『宇宙戦艦ヤマト2199』発進式〜俺たちのヤマトSP〜」が紹介[62]。
  - 3月25日 - 名古屋と大阪で、「『宇宙戦艦ヤマト2199』発進式〜俺たちのヤマトSP〜」の特別上映会が開催。本編第1話と「『宇宙戦艦ヤマト2199』発進式〜俺たちのヤマトSP〜」のドキュメンタリー映像を上映[63][注 57]。
  - 3月30日 - 12:00に、バンダイチャンネルで第一章の冒頭約10分の先行無料配信が4月6日12:00までの期間限定で配信開始[64][65]。
  - 4月6日 - 『MAG・ネット』で、本作が紹介された。3月2日放送分とは違い、「『宇宙戦艦ヤマト2199』発進式〜俺たちのヤマトSP〜」のことだけではなく、PV第2弾へのインターネットにおける反響が紹介され、『宇宙戦艦ヤマト』シリーズへの世代を超えた反響が、『機動戦士ガンダム』や『新世紀エヴァンゲリオン』と併せ、ゲストの氷川が解説。また、本作のCG素材の制作風景や出渕へのインタビューなども紹介されている[66]。
  - 4月27日 - 池袋サンシャイン噴水広場で、ささきいさおによるシングル「宇宙戦艦ヤマト / 真赤なスカーフ」発売記念ミニライブが開催[67][68][69]。
  - 4月28日 - 幕張メッセでの「ニコニコ超会議2012」のランティス×バンダイビジュアルブースにて、出渕と内田彩による『YRAラジオヤマト』出張版「『宇宙戦艦ヤマト2199』スタッフ&キャストトークショー」が開催[70]。
  - 5月7日 - バンダイチャンネルで第一章の有料配信が開始[71]。
  - 5月19日 - 『機動戦士ガンダムUC episode5 黒いユニコーン』のイベント上映開始直前やロビーで、第二章のPVが公開[72]。
  - 5月25日・26日 - ヨドバシカメラマルチメディア秋葉原店で、第一章のBD・DVD購入者を対象とした抽選会開催[73][74]。25日には第二章のPVがインターネットでも公開[75]。
  - 6月20日 - 12:00に、ひかりTVとバンダイチャンネルで第二章の冒頭約9分の先行無料配信が6月29日12:00までの期間限定で配信開始[65][76][77]。
  - 7月12日 - フジテレビの『めざましテレビ』で、本作の紹介[78]。
  - 7月29日 - 幕張メッセでの「ワンフェス2012」にて、本作のブースが出展[79]。
  - 7月30日 - バンダイチャンネルで第二章の有料配信が開始[80]。
  - 8月24日 - 第三章のPVがヤマトクルーで公開[81]。
  - 8月25日・26日 - 幕張メッセでの「キャラホビ2012」にて、本作がブース出展された[82]。
  - 9月21日〜9月23日 - 京都市勧業館での「京都国際マンガ・アニメフェア」にて、本作のブースが出展[83]。
  - 10月1日 - 12:00にバンダイチャンネルで、10月3日からひかりTVで第三章の冒頭約10分の先行無料配信が10月12日12:00までの期間限定で配信開始[84]。
  - 11月10日 - 舞浜アンフィシアターにて、『「宇宙戦艦ヤマト2199」ヤマト音楽団 大式典2012』が開催、第11話が最先行上映された。
  - 11月10日・11日 - 「第3回 にいがたアニメ・マンガフェスティバル」の一環として、ティ・ジョイ万代で本作の設定展 & I.G展が開催され、第一章〜第三章が劇場上映[85]。
  - 11月13日 - バンダイチャンネルで第三章の有料配信開始[86]。
  - 11月25日 - テレビ朝日の『題名のない音楽会』で宮川泰と『宇宙戦艦ヤマト』が特集され、宮川彬良とささきいさおが出演した[87]。
  - 12月15日 - Youtubeの松竹公式チャンネルをはじめ、インターネットの各所で第四章PVが公開。
  - 12月28日 - 0:00にひかりTVで、12:00にバンダイチャンネルで第四章の冒頭約10分の先行無料配信が2013年1月11日までの期間限定で配信開始。
  - 12月31日 - 新宿文化センターでの「アニソンキング」にて、「宇宙戦艦ヤマト」と「真赤なスカーフ」を歌唱したささきいさおが本作テレビ放送開始が2013年であることを公表[88]。
- 2013年
  - 1月11日 - 公式サイトや報道各社にて、4月からMBS・TBS系列全国ネットの日5枠でのテレビ放送決定が発表[1][2]。
  - 3月8日 - 公式サイトやYoutubeの松竹公式チャンネルにおいて、第五章のショートバージョンPV公開。
  - 3月27日 - 公式サイトやYoutubeの松竹公式チャンネルにおいて、第五章のロングバージョンPV公開。
  - 3月29日 - ひかりTVとバンダイチャンネルで、第五章の冒頭約9分の先行無料配信が4月12日までの期間限定公開。
  - 3月30日〜4月7日 - 「春満開MBSキャラまつり」にて5mヤマトの展示や加藤直之によるヤマトのライブペインティング（30・31日）等のイベントが行われた（5mヤマトとライブペインティング完成後のヤマトの展示のみは4月21日まで）[89]。
  - 4月5日 - 東京エリアの一部地区の読売新聞と朝日新聞の朝刊宅配にて、「号外!!ヤマト2199オリジナル特大新聞」が配布（内容は読売と朝日で別）。同日かけて7日にかけて、秋葉原の「ヤマト2199TV化記念カウントダウンブース」や「春満開MBSキャラまつり」で読売・朝日どちらかをランダムで1部配付。ヤマトクルーショッププレミアム会員向けに配布サービスあり。
  - 4月7日 - テレビ放送開始。
  - 5月2日〜4日 - 新潟マンガ・アニメ情報館において、『宇宙戦艦ヤマト2199展』が開催。
  - 5月16日〜19日 - 第52回静岡ホビーショーのバンダイブー-ススペシャルステージ内で「たっぷりヤマトーク〜静岡ホビーショー〜」の映像が公開され、出渕裕、西井正典が出演。
  - 5月28日 - 公式サイトやYoutubeの松竹公式チャンネルにおいて、第六章のショートバージョンPVが公開。
  - 6月6日 - 公式サイトやYoutubeの松竹公式チャンネルにおいて、第六章のロングバージョンPVが公開。
  - 6月7日 - ひかりTVとバンダイチャンネルで、第六章の冒頭8分の先行無料配信が14日までの期間限定で配信開始。
  - 8月9日 - 公式サイトやYoutubeの松竹公式チャンネルにおいて、第七章の15秒テレビスポットが公開。
  - 8月10日〜18日 - 神戸ポートピアホテルにて、『宇宙戦艦ヤマト2199 サマーフェスティバル』が開催された。5mヤマトや関連パネルの展示、ヤマトカフェ（オムシス）の営業、オムシスのメニューの一部再現し提供が行われた。8月15日にアロハ合奏団ウインドオーケストラ（吹奏楽）コンサート（指揮：ヤマトススム）、8月16日〜17日に内田彩のトークショーが行われた。
  - 8月16日 - ひかりTVとバンダイチャンネルで、第七章の冒頭約10分の先行無料配信が23日までの期間限定で配信開始。
  - 8月30日 - 公式サイトやYoutubeの松竹公式チャンネルにおいて、第七章のPVが公開。
  - 9月14日〜29日 - デックス東京ビーチ、シーサイドモール3Fデックス広場にて、5mヤマト（19日まで）やプラモデル、フィギュア、パネルなどが展示。
  - 9月22日〜10月6日 - イオンモール浜松志都呂2Fイオンモールにて、「イオンモール浜松志都呂『宇宙戦艦ヤマト2199展』」が開催され、5mヤマト、加藤直之のヤマトのライブペインティングイラスト、山田卓司のジオラマ、宮川彬良の譜面が展示された。
  - 9月29日 - TV放送終了後、完全新作劇場映画の15秒の特報映像が流され、Youtubeの松竹公式チャンネルでも同様の特報映像が公開された[90]。
  - 10月25日 - 東京エリアの一部地域限定で読売新聞の朝刊宅配にて幅160cmの特大パノラマ新聞が配布。同日以降ヨドバシカメラやヤマトクルーショッププレミアム会員サービスで同パノラマ新聞の配付。同新聞の内容は表面が「巨大ヤマトアートをつくろうキャンペーン」でファンから募った写真で作成されたヤマトのモザイクアートで、裏面にはヤマトの大航海を一面で振り返る絵巻物風大航海録が掲載された。
- 2014年
  - 4月21日 - 完全新作劇場映画のタイトル『宇宙戦艦ヤマト2199 星巡る方舟』と公開日が12月6日であることや、テレビ本編の特別総集編『宇宙戦艦ヤマト2199 追憶の航海』が10月11日からイベント上映されることが発表された[91]。
  - 4月22日〜5月7日 - 西武池袋本店にて「宇宙戦艦ヤマト2199原画展」が開催された。期間中、クリエイターサイン会、ヤマトーク出張版が開催された。
  - 8月14日〜8月16日 - リーガロイヤルホテルにて、『宇宙戦艦ヤマト2199ワールド』が開催された。1/100ヤマトや加藤直之作成の5mライブペインティングイラスト2点、約110点の関連パネル、ヤマトと科学のパネル展示、カフェオムシスにてマゼランパフェ他再現メニューの提供、ききょうやによるプラモデル展示、製作体験、ヤマトスタジオでの合成写真の販売、レクラ特製の宇宙戦艦ヤマト2199コラボの惑星ショコラが販売された。8月14日に内田彩トークショー、8月16日に大阪市音楽団宇宙戦艦ヤマト2199コンサート（指揮：田中弘）が行われた。

## スタッフ
- 企画 - 石川光久、河野聡、西崎彰司
- 原作 - 西崎義展[15]
- 総監督・シリーズ構成 - 出渕裕[15]
- チーフディレクター - 榎本明広
- キャラクターデザイン - 結城信輝
- ゲストキャラクター・プロップデザイン - 山岡信一
- メカニカルデザイン - 玉盛順一朗、石津泰志、山根公利、出渕裕
- セットデザイン - 高倉武史、小林誠、渡部隆
- ディスプレイデザイン - むらかわみちお、神林中、佐山善則
- チーフメカニカルディレクター - 西井正典
- CGディレクター - 今西隆志
- コンセプトデザイン協力 - 宮武一貴
- コスチュームデザイン協力 - 草彅琢仁
- デザイン協力 - 武平慎吾、石垣純哉、きお誠児、福地仁
- エンブレムデザイン - 永易直樹
- エフェクトアドバイザー - 橋本敬史
- 美術監督 - 前田実
- 撮影監督 - 青木隆
- 編集 - 小野寺絵美
- 色彩設計 - 鈴城るみ子
- 音響監督 - 吉田知弘
- オリジナルサウンドエフェクト - 柏原満（TEO）
- 音響効果 - 西村睦弘（フィズサウンドクリエイション）
- 音楽 - 宮川彬良[15]、宮川泰[15]
- 音楽プロデューサー - 斎藤滋
- 主題歌協力 - 外村敬一（ソニー・ミュージックエンタテインメント）[注 58]
- 科学考証 - 半田利弘（鹿児島大学理学部教授）
- 異星言語制作 - Hoffnung
- SF考証 - 鹿野司
- 取材協力 - 海上幕僚監部広報室
- 宣伝協力 - 佐藤敦紀[注 59]、氷川竜介、小林治、小泉聰、倉本真誠、タルカス、ヤマトクルー、インターネットラジオステーション〈音泉〉
- 宣伝ビジュアル協力 - 加藤直之
- CG制作協力 - SUNRISE D.I.D.
- プロデューサー - 郡司幹雄、藤澤宣彦、松原哲也、松本英晃、有吉篤史、寺西史、前田俊博[注 58]
- 統括プロデューサー - 長谷川隆、上山公一、古川寛高、丸山博雄[注 58]
- エグゼクティブプロデューサー - 長谷川隆一、上山公一、下地志直、横倉源太、稲垣浩文、古川寛高、二宮清隆、吉田健太郎、黒田康太、奥野敏聡、井上俊次、三浦亨[注 1]、竹田靑滋[注 58]
- アニメーション制作 - XEBEC[15]、AIC[15][注 1]
- アニメーション制作協力 - AIC、マジックバス、スタジオファンタジア、XEBECzwei、ドリームフォース、スタジオガッツ、ボンズ、スタジオパストラル、アスリード
- 製作 - 宇宙戦艦ヤマト2199製作委員会（プロダクション I.G、バンダイビジュアル、ジーベック、バンダイ、バンダイナムコゲームス、ボイジャーエンターテインメント、東北新社、松竹、オー・エル・エム、ランティス）、MBS[注 58]

## 音楽
本作の劇伴 (BGM) は主に、旧作用に宮川泰が作・編曲したものを元にして彼の息子の宮川彬良が改めて楽譜を起こした、再録音版である。全曲とも、オーケストラによる新録音で収録された。
宮川彬良は『宇宙戦艦ヤマト 復活篇』でも音楽を依頼されたが、父の苦労を知っていたため自信がなかったことと、旧作への思い入れから「復活篇はないだろう」と感じたことから、断っていた。本作についても当初は断ろうと思っていたが、第一作目のリメイク作品であることを聞き、「最初のヤマトをやりたい」というスタッフの意向に賛同し、依頼を快諾した。なお、旧作用BGMのマスターテープは劣化して使えず、譜面も現存していないため、宮川彬良は耳コピーで本作用の楽譜を2か月かけて起こしたという。
本作用の楽譜のために集中して聴いた曲は、旧作の73曲（ないし77曲）および、「新コスモタイガー」のテーマ曲である。「新コスモタイガー」については、チーフディレクターの榎本明広の注文により、ワンダバ入りも作られた。また、旧作にない続編の曲には、「新コスモタイガー」以外に「白色彗星」（ニュー・ディスコ・アレンジ版）、「デスラー襲撃」、「大いなる愛」などがある。
以上の分に加え、宮川彬良自身が本作用に新たに作曲したBGMは全体の約3分の1に相当するが、本人も「こんなにいるの?」と思うくらい多くの曲を作ったという。

## 主題歌
ビデオソフト版、2013年4月からのテレビ放送版、2014年4月からのTOKYO MXとBS11での再放送でそれぞれ使用される曲や話数が異なっている。

### テレビ放送版
テレビ放送版はOP・EDと共に歌詞が表示される。

#### オープニングテーマ
「宇宙戦艦ヤマト」（第3話 - 第14話、再放送・第3話 - 第14話、第16話 - ）
作詞 - 阿久悠 / 作曲 - 宮川泰 / 編曲 - 須藤賢一 / 監修 - 宮川彬良 / 歌 - Project Yamato 2199（メンバーは以下の通り〈発表順〉、計31組）
- ささきいさお
- JAM Project
- 中川翔子
- 水木一郎
- 堀江美都子
- 茅原実里
- 結城アイラ

- 美郷あき
- 栗林みな実
- 麻生夏子
- 佐咲紗花
- 石田燿子
- ZAQ

- ChouCho
- 橋本みゆき
- yozuca*
- CooRie
- 妖精帝國（ゆい）
- 佐藤ひろ美

- 飛蘭
- 石川智晶
- Rey（原田謙太）
- 喜多修平
- 谷本貴義
- 高取ヒデアキ

- 鈴村健一
- 米倉千尋
- 水樹奈々
- GRANRODEO
- 藍井エイル
- 黒崎真音

2013年4月からのテレビ放送に際して用いられる新録音版。2011年8月、ささきが東日本大震災を『宇宙戦艦ヤマト』における地球の危機になぞらえたことをきっかけとして、制作側がアニソンシンガー達によるバンドサウンド化を考えた結果、生まれたバージョンである。妖精帝國とReyはヴォーカルのみだが、GRANRODEOはKISHOWが歌唱、e-ZUKAがギターで参加している。またギターソロでLOUDNESSの高崎晃が参加している。なお、2013年5月に発売されるCDの売上の一部は被災者へ寄付される。CDにはテレビ版主題歌の混声合唱版に加え、Male Ver.（男声合唱版）とFemale Ver.（女声合唱版）の2曲が収録されている。
第1話ではエンディングとして使用。また、第18話と第19話の間のインターミッションとして使用された。再放送では第1話と第2話でエンディングとして使用。
「Fight For Liberty」（第16話 - 最終話）
作詞・作曲 - TAKUYA∞ / 編曲 - UVERworld、平出悟 / 歌 - UVERworld（ソニー・ミュージックレコーズ）
ヤマトシリーズTV作品のOPとしては初となる、OPテーマ「宇宙戦艦ヤマト」ではない書き下ろしの完全新曲。

#### エンディングテーマ
全てソニー・ミュージックエンタテインメント（以下、SME）関係のレーベルである。SMEが関わっていない再放送では使用されていない。
「愛詞」（第2話 - 第8話）
作詞・作曲 - 中島みゆき / 編曲 - 瀬尾一三 / 歌 - 中島美嘉（ソニー・ミュージックアソシエイテッドレコーズ）
「Best of my Love」（第9話 - 第17話）
作詞 - 田中秀典 / 作曲 - 楠野功太郎、玉井健二 / 編曲 - 玉井健二、百田留衣 / 歌 - 安田レイ（SMEレコーズ）
「Distance」（第18話 - 最終話）
作詞・作曲 - 高木洋一郎 / 編曲 - 坂本昌之 / 歌 - JUJU（ソニー・ミュージックアソシエイテッドレコーズ）

### 先行上映版
先行上映版ではオープニングテーマが上映冒頭にしか流れないことや先行上映版第七章が未完成版であったため、以下の情報は発売されているBD / DVD版を準拠する。

#### オープニングテーマ（先行上映版）
「宇宙戦艦ヤマト」
作詞 - 阿久悠 / 作曲 - 宮川泰 / 編曲 - 宮川彬良 / 歌 - ささきいさお / バックコーラス - 東京混声合唱団、Yucca
本作向けの新録音版である。ささきによれば、「38年の時を経て同じ楽曲を同じ形でレコーディングしたのは、初めての経験だ。長年にわたって唄っていると自分では気がつかないうちに唄い方の癖やずれ、独自の音程がついたりしてくる。リフレッシュという意味でも勉強になった」とのこと。
第1話と第2話（第一章）にはオープニングが無く、第3話（第二章）より使用。ただし、ノンテロップオープニングがBD・DVD第1巻に特典映像として収録されている。第七章、ソフト版最終話（第26話）にノンテロップで使用されている。第七章に関しては完全ノンテロップで、「宇宙戦艦ヤマト2199」の題名テロップも歌の後に起き上がってくる。
第10話から旧作同様にアップテンポバージョンに、オープニングアニメーションも一部変更され、ノンテロップオープニングがBD・DVD第4巻に特典映像として収録されている。

#### エンディングテーマ（先行上映版）
再放送でもショートサイズが使用されている。
「星が永遠を照らしてる」（第一章、再放送・第8話 - 第13話）
作詞 - 畑亜貴 / 作曲 - 黒須克彦 / 編曲 - 市川淳 / 歌 - 結城アイラ
旧作エンディングテーマ「真赤なスカーフ」の歌詞における、スカーフを振っていた娘の視点からのアンサーソングになっている。
自らも第一章を劇場で3回鑑賞したほどのヤマトファンだという結城は、本曲の歌詞に感情移入し過ぎて号泣し、レコーディング初日にはまったく歌えなくなってしまったという。プレッシャーを乗り越えるのにも時間がかかったが、その後は観客が物語を思い出しながら浸ってもらえるよう、あえて思い切り歌い上げず抑え気味に優しく包み込むように歌ったり、「約束」の「く」の部分だけで息を抜いたりするなど、歌詞の意味がよく伝わるように心がけてレコーディングしたという。
第25話冒頭に挿入歌として使用されているほか、インストゥルメンタル版が第8話の冒頭と終盤に「YRAラジオヤマト」のBGMとして流れている。
「美しい地球を知る者よ」（第二章、再放送・第3話 - 第6話）
作詞 - 畑亜貴 / 作曲・編曲 - 増田武史 / 歌 - 美郷あき
タイトル内の「地球」は「ほし」と読む。
「真赤なスカーフ」（第三章、再放送・第7話）
作詞 - 阿久悠 / 作曲 - 宮川泰 / 編曲 - 宮川彬良 / 歌 - ささきいさお
「宇宙戦艦ヤマト」（上記）のカップリング曲で、同じく新録音である。
劇中では懐メロとして扱われており、第7話で劇中歌として「YRAラジオヤマト」で2番が放送されたほか、古代が時折ハーモニカで演奏している。
「記憶の光」（第四章、再放送・第14話）
作詞・作曲 - KOKIA / 編曲 - 伊藤真澄 / 歌 - KOKIA
「ヨーソロー 〜星の海を越えて〜」（第五章、再放送・第15話 - 第20話）
作詞・作曲 - 影山ヒロノブ / 編曲 - 須藤賢一 / 歌 - 影山ヒロノブ
「R.I.P〜友よ静かに眠れ〜」（第六章、再放送・第21話 - 第26話）
作詞 - 影山ヒロノブ / 作曲 - 福山芳樹 / 編曲 - 須藤賢一 / 歌 - JAM Project
「愛の星」（第七章）
作詞 - 水樹奈々・吉木絵里子 / 作曲 - 吉木絵里子 / 編曲 - 藤間仁（Elements Garden） / 歌 - 水樹奈々
先行上映版エンディングテーマで唯一のキングレコードレーベルの曲。再放送では未使用。

### 劇中歌
「宇宙船乗りの歌『銀河航路』」
作詞 - 出渕裕 / 作曲・編曲 - 宮川彬良 / 歌 - 東京混声合唱団（サウンドトラック版）
第1話では、古代守以下ユキカゼの艦橋乗組員達が劇中で歌唱している。ヤマトクループレミアムファンクラブ会報誌「宇宙戦艦ヤマト航海日誌」Vol.1の裏表紙に3番までの全歌詞が掲載されている（CDでは2番まで）。第7話ではインストゥルメンタル版や歌唱版の2番がBGMとして流されていた。
「永遠に讃えよ我が光」
作詞 - 出渕裕 / 作曲・編曲 - 宮川彬良 / 歌 - 東京混声合唱団（サウンドトラック版）
ガミラス国歌。歌唱版の2番が第15話冒頭で流れているほか、第19話でザルツ兵が自らのガミラスへの忠誠の証しとして歌うシーンがある。また、インストゥルメンタル版が第8話のデスラー演説シーンや第12話のドメル凱旋シーンなどのバックに流れている。

## 各話リスト
| 話数   | サブタイトル         | 脚本         | 絵コンテ                          | 演出              | 作画監督/ キャラ作画監督                                                           | 総作画監督/ キャラ総作画監督 | メカ 作画監督             | メカ 総作画 監督 | 人類滅亡 までの 日数 | 旧作で相当する 話数  | テレビ 放送日 |
| ------ | -------------------- | ------------ | --------------------------------- | ----------------- | ---------------------------------------------------------------------------------- | ---------------------------- | ------------------------- | ---------------- | -------------------- | -------------------- | ------------- |
| 第1話  | イスカンダルの使者   | 出渕裕       | 出渕裕                            | 榎本明広          | 高見明男                                                                           | -                            | 石原満、前田明寿 伊藤浩二 | 西井正典         | -                    | 第1話                | 2013年 4月7日 |
| 第2話  | 我が赴くは星の海原   | 出渕裕       | 榎本明広                          | 榎本明広          | 前田明寿                                                                           | -                            | 石原満                    | 西井正典         | 365日                | 第2話・第3話         | 4月14日       |
| 第3話  | 木星圏脱出           | 出渕裕       | 樋口真嗣                          | 栗原ひばり        | 渡辺浩二、前田明寿                                                                 | -                            | 西井正典                  | -                | 364日                | 第4話・第5話         | 4月21日       |
| 第4話  | 氷原の墓標           | 大野木寛     | 出渕裕                            | 別所誠人          | 清水恵蔵、前田明寿 結城信輝                                                        | -                            | 赤尾良太郎                | 西井正典         | 363日                | 第6話                | 4月28日       |
| 第5話  | 死角なき罠           | 出渕裕       | 榎本明広                          | 榎本明広          | 服部憲知                                                                           | 藤澤俊幸                     | 石原満                    | 西井正典         | 362日                | 第7話                | 5月5日        |
| 第6話  | 冥王の落日           | 森田繁       | 神戸洋行                          | 多田俊介          | 長屋侑利子                                                                         | 前田明寿                     | 大浪太                    | 西井正典         | 361日                | 第8話                | 5月12日       |
| 第7話  | 太陽圏に別れを告げて | 大野木寛     | 吉田英俊                          | 吉川浩司          | 石本英治、石丸賢一 島崎克実                                                        | 結城信輝                     | -                         | 西井正典         | 355日                | 第10話               | 5月19日       |
| 第8話  | 星に願いを           | 村井さだゆき | 笹嶋啓一 出渕裕                   | 室谷靖            | 柴田志郎、サトウミチオ 飯飼一幸                                                    | 前田明寿                     | -                         | 西井正典         | 343日                | 第9話・第11話 第12話 | 5月26日       |
| 第9話  | 時計仕掛けの虜囚     | 村井さだゆき | 本郷みつる 羽原信義               | 羽原信義          | 岸本誠司                                                                           | 前田明寿                     | -                         | 西井正典         | 339日                | オリジナル           | 6月2日        |
| 第10話 | 大宇宙の墓場         | 大野木寛     | 千明孝一                          | 金子秀一          | 川元利浩                                                                           | -                            | -                         | 西井正典         | 325日                | 第13話・第15話       | 6月9日        |
| 第11話 | いつか見た世界       | 出渕裕       | 滝川和男                          | 江上潔            | 小林利充                                                                           | 前田明寿 山岡信一            | -                         | 西井正典         | 323日                | 第13話・第15話       | 6月16日       |
| 第12話 | その果てにあるもの   | 出渕裕       | 片山一良                          | うえだしげる      | 長屋侑利子                                                                         | 前田明寿                     | 大浪太                    | 西井正典         | 318日                | 第13話・第14話       | 6月23日       |
| 第13話 | 異次元の狼           | 森田繁       | 樋口真嗣、出渕裕 片山一良         | 南康宏            | 平山英嗣、高木弘樹 結城信輝                                                        | -                            | -                         | 西井正典         | 317日                | 第17話 『III』第14話 | 6月30日       |
| 第14話 | 魔女はささやく       | 村井さだゆき | 出渕裕                            | 別所誠人          | 前田明寿                                                                           | -                            | -                         | 西井正典         | 310日                | オリジナル           | 7月7日        |
| 第15話 | 帰還限界点           | 大野木寛     | 吉田英俊、樋口真嗣 出渕裕、松尾慎 | 友田政晴          | 藤川太、増永計介                                                                   | 結城信輝                     | -                         | 西井正典         | 298日                | 第20話               | 7月14日       |
| 第16話 | 未来への選択         | 出渕裕       | 榎本明広                          | 榎本明広          | 宮下雄次                                                                           | 後藤隆幸                     | -                         | 西井正典         | 287日                | 第16話               | 7月21日       |
| 第17話 | 記憶の森から         | 大野木寛     | 増井壮一                          | 江上潔            | 高木弘樹、名倉靖博                                                                 | 結城信輝                     | -                         | 西井正典         | 275日                | 第18話               | 7月28日       |
| 第18話 | 昏き光を越えて       | 武半慎吾     | 大倉雅彦                          | 加戸誉夫          | 後藤隆幸、石原満 前田明寿、小谷杏子                                                | -                            | -                         | 西井正典         | 273日                | 第20話               | 8月4日        |
| 第19話 | 彼らは来た           | 森田繁       | 羽原信義                          | 羽原信義          | 石原満、岸本誠司                                                                   | 前田明寿                     | -                         | 西井正典         | 246日                | 第21話               | 8月4日        |
| 第20話 | 七色の陽のもとに     | 森田繁       | 出渕裕                            | 別所誠人          | 結城信輝                                                                           | -                            | -                         | 西井正典         | 245日                | 第22話               | 8月18日       |
| 第21話 | 第十七収容所惑星     | 村井さだゆき | 片山一良                          | 中山勝一          | 松原秀典、前田明寿 石原満                                                          | -                            | -                         | 西井正典         | 230日                | オリジナル           | 8月25日       |
| 第22話 | 向かうべき星         | 大野木寛     | 片山一良                          | 江上潔            | 高木弘樹、石原満                                                                   | 前田明寿                     | -                         | 西井正典         | 211日                | 第23話               | 9月1日        |
| 第23話 | たった一人の戦争     | 森田繁       | 樋口真嗣 出渕裕                   | 別所誠人          | 石原満、岸本誠司                                                                   | 前田明寿                     | -                         | 西井正典         | 210日                | 第24話               | 9月8日        |
| 第24話 | 遥かなる約束の地     | 大野木寛     | 佐藤順一                          | 蛭川幸太郎        | 高木弘樹 松原秀典                                                                  | 結城信輝                     | -                         | 西井正典         | 199日                | 第25話               | 9月15日       |
| 第25話 | 終わりなき戦い       | 村井さだゆき | 大倉雅彦                          | 大倉雅彦 野亦則行 | 石原満、岸本誠司 山岡信一、乗田拓茂 小林千鶴、堀たえ子 高木弘樹、松原秀典 山田勝哉 | 前田明寿 結城信輝            | 加藤優                    | 西井正典         | 143日                | 第26話               | 9月22日       |
| 最終話 | 青い星の記憶         | 出渕裕       | 京田知己                          | 榎本明広          | 結城信輝                                                                           | -                            | -                         | 西井正典         | -                    | 第26話               | 9月29日       |

## テレビ放送局
| 放送地域 | 放送局                                   | 放送期間                            | 放送日時                                                  | 放送系列   | 備考 |
| -------- | ---------------------------------------- | ----------------------------------- | --------------------------------------------------------- | ---------- | --- |
|          | 毎日放送（テレビ版製作局） TBS系列計28局 | 2013年4月7日 - 9月29日              | 日曜 17:00 - 17:30                                        | TBS系列    | 字幕放送 連動データ放送 |
| 日本全域 | バンダイチャンネル                       | 2013年4月14日 - 10月6日             | 日曜 12:00 更新                                           | ネット配信 | 第1話のみ無料配信 第2話以降は有料配信 テレビ版とは別に先行上映版も有料配信                                                         |
| 日本全域 | ファミリー劇場                           | 2014年1月17日 - 2月28日             | 金曜 21:00 - 23:00                                        | CS放送     | テレビ版をアバンタイトルなし、次回予告付きで4話連続放送 リピート放送あり 後に第7章のみソフト版の先行上映版も放送                   |
| 日本全域 | WOWOWプライム                            | 2014年4月6日 2014年4月13日・4月20日 | 日曜 15:00 - 19:25（初回） 日曜 15:00 - 18:15（第2・3回） | BS放送     | 先行上映版を放送 （初回：第一章 - 第三章） （第2回：第四章・第五章） （第3回：第六章・第七章） 第一章のみ無料放送 リピート放送あり |
| 東京都   | TOKYO MX                                 | 2014年4月8日 - 9月30日              | 火曜 23:00 - 23:30                                        | 独立局     | テレビ版を放送 |
| 日本全域 | BS11                                     | 2014年4月9日 - 10月1日              | 水曜 24:30 - 25:00                                        | BS放送     | 『ANIME+』枠 テレビ版を放送 |
| 埼玉県   | テレ玉                                   | 2014年10月1日 - 12月4日             | 水曜 20:00 - 21:30                                        | 独立局     | 3話連続放送 最終週は2話連続放送 |
| 日本全域 | キッズステーション                       | 2015年5月10日 -                     | 日曜 23:00 - 24:00                                        | CS放送     | 2話連続放送 テレビ版を放送 |

## 特別番組
「宇宙戦艦ヤマト2199」上映直前!〜俺たちのヤマトSP〜
先行上映記念特別番組。2012年4月1日22:00にサンテレビで、同日22:30にTOKYO MXで、それぞれ放送された。
宇宙戦艦ヤマト2199公開記念特別番組〜新生ヤマト発進宣言〜
公開記念特別番組。2012年4月6日21:00にファミリー劇場で放送された。ナレーターは、旧作で島大介を演じていた仲村秀生。その後、21:30には本編の第1話「イスカンダルの使者」が先行放送された。
「宇宙戦艦ヤマト2199」上映直前!〜俺たちのヤマトSP2〜
先行上映記念特別番組。2012年6月24日22:30にTOKYO MXで放送された。
「宇宙戦艦ヤマト2199」上映直前!〜俺たちのヤマトSP3〜
先行上映記念特別番組。2012年10月6日15:00にTOKYO MXで放送された。

## 先行上映
テレビシリーズ全26話を七章に分け、先行上映が行われた。上映期間は2週間。当初は全国10館での上映だったが、第三章から12館、第六章から16館に増やされた。上映期間中には、限定版として絵コンテ集付きBDが劇場で数量限定で先行発売される。また、上映と同時にひかりTVでも配信されている。
公開に先駆けて本編の冒頭数分がひかりTVやバンダイチャンネルにおいて期間限定で無料配信されている。
2013年8月24日に公開された第七章は制作の遅れから第六章までとはやや異なった上映形式となっている。先行上映時にはクオリティを維持するために第25話の一部がカットされている。ひかりTVで配信は先行上映終了後の9月14日から開始され、先行上映でのカット部分が追加されているが、その放送配信も完璧な完全版ではなく、完璧な完全版は10月10日発送の先行発売版BDが最初となる。
イベント上映の公開初日には、新宿ピカデリーで公開初日舞台挨拶が行われた。
| 封切り日       | タイトル                   | 内容            | 舞台挨拶出演者                         |
| -------------- | -------------------------- | --------------- | -------------------------------------- |
| 2012年 4月7日  | 第一章「遥かなる旅立ち」   | 第1話〜第2話    | 出渕裕、菅生隆之、芹那                 |
| 6月30日        | 第二章「太陽圏の死闘」     | 第3話〜第6話    | 出渕裕、赤羽根健治、國分和人、千葉優輝 |
| 10月13日       | 第三章「果てしなき航海」   | 第7話〜第10話   | 出渕裕、山寺宏一、秋元羊介             |
| 2013年 1月12日 | 第四章「銀河辺境の攻防」   | 第11話〜 第14話 | 出渕裕、若本規夫、中田譲治             |
| 4月13日        | 第五章「望郷の銀河間空間」 | 第15話〜第18話  | 出渕裕、細谷佳正、平川大輔             |
| 6月15日        | 第六章「到達!大マゼラン」  | 第19話〜第22話  | 出渕裕、菅生隆之、大塚明夫             |
| 8月24日        | 第七章「そして艦は行く」   | 第23話〜第26話  | 出渕裕、小野大輔、鈴村健一             |

第七章のみ関西中部地区で舞台挨拶があり、出渕裕と菅生隆之が出演した。
- 2013年8月31日 - なんばパークスシネマで2回、MOVIX京都で1回
- 2013年9月1日 - ミッドランドスクエアシネマで2回

### トークイベント「たっぷりヤマトーク」
先行上映などの特別には新宿ピカデリーほかで、また各種イベントに出張版として、総監督の出渕裕を中心によるトークイベントが開催されている。トークの様子はTwitterで生実況されている。
| タイトル                                                                                          | 開催日         | 場所                                                | 出演者                               | 備考 |
| ------------------------------------------------------------------------------------------------- | -------------- | --------------------------------------------------- | ------------------------------------ | --- |
| たっぷりヤマトークナイト・第一章                                                                  | 2012年 4月17日 | 新宿ピカデリー                                      | 出渕裕、西井正典                     | |
| たっぷりヤマトークナイト・第二章                                                                  | 7月10日        | 新宿ピカデリー                                      | 出渕裕、大野木寛、村井さだゆき       | |
| たっぷりヤマトークナイト・第二章                                                                  | 7月12日        | 横浜ブルク13                                        | 出渕裕、森田繁                       | |
| たっぷりヤマトーク 〜キャラホビ出張版〜                                                           | 8月26日        | キャラホビ2012会場                                  | 出渕裕、西井正典、樋口真嗣           | |
| たっぷりヤマトーク 〜大阪ステーションシティシネマ・出張版〜                                       | 9月22日        | 大阪ステーションシティシネマ                        | 出渕裕、西井正典                     | 第一章と第二章が連続上映 ポストカード配布                                                                        |
| 第7話の特別上映も！ たっぷりヤマトーク〜福岡中洲・出張版〜                                        | 10月7日        | 福岡中洲大洋                                        | 出渕裕                               | 先行上映に先駆けて第7話を上映 ポストカード配布                                                                   |
| たっぷりヤマトーク 〜マチ★アソビ出張版〜                                                          | 10月8日        | 徳島市 「マチ★アソビVol.9 眉山山頂秋フェスタ」      | 出渕裕                               | 上映前の第三章の見所を抜粋解説 ポストカード配布                                                                  |
| たっぷりヤマトークナイト・第三章                                                                  | 10月23日       | 新宿ピカデリー                                      | 出渕裕、宮川彬良                     | |
| たっぷりヤマトークナイト・第四章                                                                  | 2013年 1月22日 | 新宿ピカデリー                                      | 出渕裕、庵野秀明                     | 庵野が本作へ寄せたメッセージは、 同年3月10日放送のTVアニメ『マギ』 直後の本作予告映像でも使用                    |
| たっぷりヤマトークナイト・第四章                                                                  | 1月25日        | 新宿ピカデリー                                      | 出渕裕、加藤直之                     | |
| たっぷりヤマトークナイト・第五章                                                                  | 4月23日        | 新宿ピカデリー                                      | 出渕裕、柏原満、吉田知弘             | |
| たっぷりヤマトークナイト・第六章                                                                  | 6月25日        | 新宿ピカデリー                                      | 出渕裕、鈴村健一                     | |
| たっぷりヤマトークナイト・第七章                                                                  | 9月3日         | 横浜ブルク13                                        | 出渕裕、宮武一貴                     | |
| たっぷりヤマトークナイト・第七章                                                                  | 9月6日         | 新宿ピカデリー                                      | 出渕裕、結城信輝、西井正典、吉田知弘 | |
| たっぷりヤマトーク 〜ホビーショー出張版〜                                                         | 10月12日       | 幕張メッセ 「第53回全日本模型ホビーショー」         | 出渕裕、西井正典、今西隆志、岸山博文 | ホビーショー期間中バンダイブース 展示コーナー「1/500宇宙戦艦ヤマト2199」 WildRiver荒川直人による各種ジオラマ展示 |
| たっぷりヤマトークナイト / 帰還式                                                                 | 12月8日        | 新宿ピカデリー                                      | 出渕裕、大倉雅彦                     | 第七章BD・DVD版上映後に開催                                                                                      |
| ヤマハでヤマトーク                                                                                | 12月14日       | ヤマハミュージック池袋店                            | 宮川彬良                             | 同店の50周年、トークイベント                                                                                     |
| たっぷりヤマトークナイト仙台＆埼玉出張版                                                          | 2014年 2月21日 | MOVIX仙台                                           | 西井正典                             | 第七章BD・DVD版上映後に開催                                                                                      |
| たっぷりヤマトークナイト仙台＆埼玉出張版                                                          | 2月22日        | MOVIXさいたま                                       | 西井正典                             | 第七章BD・DVD版上映後に開催                                                                                      |
| 「たっぷりヤマトーク・入門編」AnimeJapan出張版 〜内田彩・中村繪里子と学ぶ『宇宙戦艦ヤマト2199』〜 | 3月23日        | 東京ビッグサイトAnimeJapan会場 バンダイナムコブース | 内田彩、中村繪里子、郡司幹雄         | |
| ヤマトーク原画展出張版                                                                            | 4月27日        | 西武池袋本店                                        | 井上喜久子                           | 4月22日から5月7日まで開催された 「宇宙戦艦ヤマト2199原画展」にて                                                 |
| ヤマトーク原画展出張版                                                                            | 5月1日         | 西武池袋本店                                        | 中村繪里子                           | 4月22日から5月7日まで開催された 「宇宙戦艦ヤマト2199原画展」にて                                                 |
| ヤマトーク原画展出張版                                                                            | 5月3日         | 西武池袋本店                                        | 内田彩                               | 4月22日から5月7日まで開催された 「宇宙戦艦ヤマト2199原画展」にて                                                 |
| たっぷりヤマトーク「決戦！七色星団」                                                              | 5月13日        | 新宿ピカデリー                                      | 森田繁、加戸誉夫                     | 第18、19、20話上映後に開催                                                                                       |

### プレミアム上映会
上記、封切り日とは別に行われたプレミアム上映会。三章から七章までが封切り日前に先行して上映された。また、先行上映の七章の完全版となるBD/DVD版の上映会や、七色星団との決戦回を抜粋した上映会も行われた。一般鑑賞券の他にグッズや前章BD先行販売などの特典付きのプレミアム鑑賞券がヤマトクループレミアム会員限定で発売された。上映会場では来場者グッズの配布が行われた。

#### プレミアム先行上映会
第三章プレミアム上映会
2012年10月6日に東京会場（東劇）、10月9日に大阪会場（なんばパークスシネマ）で、ヤマトクループレミアム会員限定の抽選当選者向けの、第三章プレミアム先行上映会を開催。
第三章封切り前日の10月12日には、新宿ピカデリーとなんばパークスシネマにて前夜祭が開催され、第三章が上映された。
第四章プレミアム上映会「宇宙戦艦ヤマト2199『プレミアムナイト〜第四章最速上映・前夜祭〜』」
2013年1月11日に、新宿ピカデリーとなんばパークスシネマにて開催。新宿ピカデリーでのみ出渕裕の舞台挨拶が行われた。
第五章プレミアム上映会「宇宙戦艦ヤマト2199『プレミアムナイト〜第五章最速上映・前夜祭〜』」
2013年4月12日に、新宿ピカデリーとなんばパークスシネマ、名古屋のミッドランドスクエアシネマで開催。
第六章プレミアム上映会「宇宙戦艦ヤマト2199『プレミアムナイト〜第六章最速上映・前夜祭〜』」
2013年6月14日に、新宿ピカデリーとなんばパークスシネマとミッドランドスクエアシネマで開催。
第七章プレミアム上映会「宇宙戦艦ヤマト2199『プレミアムナイト〜第七章最速上映・前夜祭〜』」
2013年8月23日に、新宿ピカデリーとなんばパークスシネマとミッドランドスクエアシネマで開催。

#### 特別上映会
「第七章 BD・DVDバージョン」上映会
2013年12月8日に、新宿ピカデリーとなんばパークスシネマと名古屋ミッドランドスクエアシネマにて開催。入場者特典グッズの配付と、新宿ピカデリーでは「たっぷりヤマトークナイト / 帰還式」が行われた。
2014年2月21日にMOVIX仙台で、22日にMOVIXさいたまで、開催。入場者特典グッズの配付と、両館で「たっぷりヤマトークナイト 仙台＆埼玉出張版」が行われた。
「決戦！七色星団」上映会
2014年5月13日に、「決戦！七色星団（第18、19、20話）」の上映会が新宿ピカデリーにて開催。入場者特典グッズの配付と、「たっぷりヤマトーク『決戦！七色星団』」が行われた。

### 復習上映会
第六章上映から、新たに上映を開始した4劇場・MOVIX仙台（宮城県）、MOVIX橋本（神奈川県）、MOVIX三好（愛知県）、MOVIXココエあまがさき（兵庫県）にて、第一章 - 第六章までの復習上映が開催された（一日一回上映）。先行上映同様、各章ごとの入場者特典グッズが配付された。
第一章
7月13日 - 7月19日
第四章
8月3日 - 8月9日
第二章
7月20日 - 7月26日
第五章
8月10日 - 8月16日
第三章
7月27日 - 8月2日
第六章
8月17日 - 8月23日

### TV公開
期間限定公開終了後、先行公開版はその後に発売されたBD&DVDで映像特典として収録されたオープニングや予告編など一部を除き見ることができなかったが、2014年4月に有料放送局のWOWOWにおいて放送された。なお、仕様は7章分割、章ごとの副題の付与など、各章開始前のあらすじが除かれ、第7章後半（第25話相当）がBDで提供された追加シーンを含む完全版になっている「第七章 BD・DVDバージョン」上映会版で放送された。

## 先行上映版・ビデオソフト版・テレビ放送版の差異
本作の第一章から第六章は劇場での先行上映→ビデオソフト発売→テレビ放送という順番で発表され、第七章では、先行上映→テレビ放送→ビデオソフト発売の順番である。各版で内容や構成に若干の差異がある。特に第七章では制作の都合から差異が生じている。
先行上映版
冒頭にOPとしてささきいさおが歌う「宇宙戦艦ヤマト」のショートサイズが流れた後、本編2話分（第一章）ないし本編4話分（第二章以後）を連続して上映し、その後に各章のEDテーマのフルサイズが流れ、最後に次章の予告映像で締めくくる構成となっている。また、第二章以降はOPの前に前章までのダイジェスト映像が挿入される。
ビデオソフト版
各話ごとにOPとEDのショートサイズと各話次回予告が流れる、通常のテレビ放送に近い構成となっている。発売が先行上映開始とほぼ同時で、昨今のテレビアニメ作品にみられるビデオソフト版での修正・追加点などはなく、本編の素材は先行上映版と全く同じである。なお、地球滅亡までの日数は、この各話の次回予告でしか聞けない。
テレビ放送版
本編はほぼビデオソフト版のままであり、そこで見過ごされたミス部分も修正されていないが、女性陣の性的な箇所には修正が施されている。また、テロップをより詳細に記述する変更が加えられている。
構成はビデオソフト版に準拠するが、OPおよびEDは先行上映版やビデオソフト版とは異なるものに差し替えられており、特に放送枠のスポンサーの関係から後期OPとEDはSMEレーベルの楽曲となっている。また、第3話からはアバンタイトルが追加される一方で次回予告が省略されているほか、放送時間枠の制約によりカットされているシーンも少なからずあり、特に第20話で顕著となっている。EDがカットされ、本編ラストにEDテーマとクレジットを被せている回も存在する（第20話・最終話）。
第七章について、先行上映版では、内容のクオリティ維持のために第25話の一部内容がカットされ、時間にして約7分を短縮して上映することになり、その後のテレビ放送版でカットされていた分が公開された（ただし、冒頭が30秒ほどカットされている。また、最終話も冒頭がカットされた）。しかし、テレビ放送版でも既存の映像の修正等は行われておらず、新規の映像部分にも同話内及び他話からの使い回しが散見された。その後に発売されたビデオソフト版では、多数の作画修正点や新規映像の追加があるほか、冒頭に1分強の完全新規の内容が追加されている。また、先行上映版・「第七章 BD・DVDバージョン」上映会版とビデオソフト版・テレビ放送版では第24話部分でイスカンダルからヤマトが発進するシーンのバックにかかる曲が違っており、前者では「元祖ヤマトのテーマ」、後者では「地球を旅立つヤマト」である。
再放送版
2014年4月からTOKYO MXとBS11で再放送されているものは、2013年のテレビ放送版からMBSやSMEの関係者の名前を削除し、OP・EDともにランティスレーベルの楽曲に差し替えている。アバンはなく、次回予告は毎回放送されている。本編素材自体は2013年のテレビ放送版のものを使用しているため、第七章（第23話〜最終話）の本編も作画修正が行われていないバージョンとなっている。テレビ放送版としてはこれが決定版の模様で、テレ玉放映時もこの再放送版が使用されている。

## 派生作品
『宇宙戦艦ヤマトシリーズ』40周年を記念して、2014年に総集編と新作劇場作品が公開された。また、2017年には続編にあたる『宇宙戦艦ヤマト2202 愛の戦士たち』の劇場公開およびBlu-rayが発売された。

### 宇宙戦艦ヤマト2199 追憶の航海
2014年10月11日より全国順次イベント上映された総集編。シリーズ初の5.1chサラウンド対応となり、100カット以上のリテイク、加えてテレビシリーズでの第20話に当たる七色星団海戦に全25点の新規カットも存在する。
冒頭はメ2号作戦（第5、6話）から始まり、その後OPを挟んで第1話からの内容が始まる構成となっている。序盤はほぼヤマト側のみの内容だが、後半からガミラス側の内容も触れていくように転換していく。小野大輔による古代進視点でのナレーションと、桑島法子によるナレーションの2種類があり、場面によって使い分けられている。
本作にはまず森田繁が構成として参加が決まっており、その後に監督として加戸誉夫が参加した。加戸に総集編の話が行った時点で、第6話までの映像を粗編集した動画が森田によって作られていたという。用意されていた動画のテンポで作っていくと4時間になることから、前後編にする案も出したが、制作サイドから却下された。その後、全部入れるのは不可能と割り切り、物語の骨子だけを組み合わせて1時間40分にまとめ上げ、そこに肉付けしていく形になった。また、模索する段階でガミラス視点やユリーシャ視点でストーリーを進める案も考えたが、最終的にヤマト視点に落ち着いたという。
本作は総集編だが、2時間の1本の映画としての心づもりで手掛けたという。テレビシリーズは旧作のリメイクということから、冒頭を旧作と同じ入り方にして徐々にオリジナリティを出していく方法をとったが、約2時間の総集編ではその方法は無理と判断したうえ、単にテレビシリーズと比較するだけの視聴になるのを防ぐため、入り口をテレビシリーズとは異なるものにするという意図で冥王星沖海戦（第1話）から第7話あたりまでを大胆にカットし、ダイジェストとしてまとめることとなった。
当初、ナレーションには沖田十三（菅生隆之）を起用する考えもあったが、テレビシリーズとの差別化と若いファンへの訴えかけとして若者である古代（小野大輔）を起用することとなった。
なお、森田は本作が完成するまで旧作劇場版は見ないようにしていたが、最終的に完成したものを見比べて構成が似ていることに愕然としたという。
テレビシリーズの設定が細かかったこともあり、総集編である『追憶の航海』では因果関係の説明が省略されたことで、キャラクター間の関係やイベント間の関係が非常にわかりにくくなっている。
先行上映・テレビ放送版との差異は、第24話以降でヤマトの帰還時にスターシャが古代守を見送っていない、デスラーが襲来しない、雪が死なない、沖田の死をもってコスモリバースシステムが「起動」（テレビシリーズでは「再起動」）している、よって元々コアに古代守の魂は入っていないといった点である。

#### スタッフ（追憶の航海）
- 企画 = 石川光久、河野聡、西﨑彰司
- 原作 - 西﨑義展
- 構成 - 森田繁、加戸誉夫
- ディレクター - 加戸誉夫
- 編集 - 小野寺絵美
- 監修 - 出渕裕
- ナレーション - 小野大輔、桑島法子
- アニメーションスタッフ - 結城信輝、前田明寿
- アシスタントディレクター - 中野剛
- CG制作協力 - SUNRISE D.I.D.
- CGディレクター - 今西隆志
- エンディングイラスト - むらかわみちお
- 音響監督 - 吉田知弘
- 音響効果 - 西村睦弘
- 音楽 - 宮川彬良、宮川泰
- プロデューサー - 郡司幹雄、藤澤宣彦、鈴木忍
- 統括プロデューサー - 、上山公一、古川寛高
- エグゼクティブプロデューサー - 長谷川隆一、三本隆二、小野口往、後藤能孝、二宮清隆、吉田健太郎、黒田康太、奥野敏聡、井上俊次

#### 主題歌（追憶の航海）
「宇宙戦艦ヤマト」
作詞 - 阿久悠 / 作曲 - 宮川泰 / 編曲 - 宮川彬良 / 歌 - ささきいさお / バックコーラス - 東京混声合唱団、Yucca
先行上映版で使用されたスローテンポのイントロのバージョン。
「BLUE」
作詞 - 水樹奈々 / 作曲 - 吉木絵里子 / 編曲 - 藤間仁（Elements Garden） / 歌 - 水樹奈々

### シリーズ作品
宇宙戦艦ヤマト2199 星巡る方舟
2014年12月6日より公開された新作劇場作品で、テレビシリーズのサイドストーリー。
宇宙戦艦ヤマト2202 愛の戦士たち
「宇宙戦艦ヤマト」という時代 西暦2202年の選択
『2199』『2202』総集編。
宇宙戦艦ヤマト2205 新たなる旅立ち

## Blu-ray/DVD
バンダイビジュアルから発売。初回特典として加藤直之描き下ろしの特製スリーブが付属している。一般発売の前に先行上映劇場で、絵コンテ集が特典として付属するBDが数量限定で先行販売されているほか、一般発売と同日にAR台本とヤマトクルーオリジナルトレーディングカード付BD・DVDが「YAMATO CREW」限定で発売されている。このほか、MBS&TBSからは麻宮騎亜デザイン全巻収納Box、加藤直之ポストカード付き、全7巻BDセットが2013年10月25日に発売された。
| 巻    | 発売日                                        | 収録話                   | 品番      | 品番      |
| 巻    | 発売日                                        | 収録話                   | BD        | DVD       |
| ----- | --------------------------------------------- | ------------------------ | --------- | --------- |
| ［1］ | 2012年4月7日（劇場先行販売） 2012年5月25日    | 第一章（第1話〜第2話）   | BCXA-0485 | BCBA-4316 |
| ［2］ | 2012年7月10日（先行販売） 2012年7月27日       | 第二章（第3話〜第6話）   | BCXA-0486 | BCBA-4317 |
| ［3］ | 2012年10月13日（劇場先行販売） 2012年11月22日 | 第三章（第7話〜第10話）  | BCXA-0487 | BCBA-4318 |
| ［4］ | 2013年1月12日（劇場先行販売） 2013年2月22日   | 第四章（第11話〜第14話） | BCXA-0488 | BCBA-4319 |
| ［5］ | 2013年4月13日（劇場先行販売） 2013年5月28日   | 第五章（第15話〜第18話） | BCXA-0489 | BDBA-4320 |
| ［6］ | 2013年6月15日（劇場先行発売） 2013年7月26日   | 第六章（第19話〜第22話） | BCXA-0490 | BCBA-4321 |
| ［7］ | 2013年10月10日（先行販売） 2013年10月25日     | 第七章（第23話〜最終話） | BCXA-0491 | BCBA-4322 |

- 宇宙戦艦ヤマト2199 Blu-ray BOX【特装限定版】　品番：BCXA-1193　発売日：2017年1月27日
- 劇場上映版「宇宙戦艦ヤマト2199」Blu-ray BOX(特装限定版)　品番：BCXA-1559　発売日：2021年3月26日

宇宙戦艦ヤマト2199 追憶の航海
- 宇宙戦艦ヤマト2199 追憶の航海(Blu-ray)　品番：BCXA-0918　発売日：2014年11月21日
- 宇宙戦艦ヤマト2199 追憶の航海(DVD)　品番：BCBA-4639　発売日：2014年11月21日
  - 絵コンテ集が付属する劇場限定版BD（品番：BCXA-0918）が2014年10月11日に先行発売。
  - AR台本トレーディングカード付きBD・DVDがヤマトクルーより2014年11月21日に発売。

## メディア展開

### 小説
豊田巧による公式ノベライズが刊行。カバーイラストは加藤直之が担当しており、基本的には上巻の表裏でヤマト側、下巻の表裏でガミラス側の絵となるが、下巻表紙・上巻表紙の組み合わせ、下巻裏表紙・上巻裏表紙の組み合わせでも2種類の絵となる構成になっている。
「小説 宇宙戦艦ヤマト2199［上］」
2013年10月31日発売、出版社:マッグガーデン、ISBN 978-4-8000-0215-0
アニメ版の第1話から第13話までに相当する全七章構成。
第一章 イスカンダルよりの使者 / 第二章 太陽圏の死闘 / 第三章 冥王星の攻防 / 第四章 太陽圏離脱 / 第五章 星に願いを / 第六章 果てしなき航海 / 第七章 異次元の狼
完全にヤマトからの視点で描かれ、ガミラス人はヤマトに乗艦したメルダと通信を行ったラング以外は登場しない。基本的にはアニメに準ずるが、細部は小説オリジナルであり、未登場のキャラクターもおり、別キャラに置き換えられている。
「小説 宇宙戦艦ヤマト2199［下］」
2013年12月27日発売、出版社:マッグガーデン、ISBN 978-4-8000-0246-4
アニメ版の第14話から最終話までに相当する全七章構成。
第八章 宇宙の狼 / 第九章 未来への選択 / 第十章 バランへの道 / 第十一章 七色星団の戦い / 第十二章 向うべき星 / 第十三章 遙かなる約束の地 / 第十四章 そして艦は行く
上巻とは異なり、ガミラス側の話から始まり、各章中の節でヤマト側・ガミラス側のストーリーを展開し、各節には相手側のストーリーが挟まれない構成になっている。そのため、活躍シーンが相手側の節である場合など、キャラクターによっては出番が大幅に削減されており、いつの間にか戦死しているキャラクターなどもいる。

### 漫画

#### むらかわみちお版
アニメと同タイトルで、角川書店（現：KADOKAWA）の月刊漫画雑誌『ニュータイプエース』Vol.07（2012年3月10日発売）から、むらかわみちおの作画によるコミカライズが連載中。物語そのものはアニメ本編に沿っているが、漫画版のみのオリジナル部分やアニメ用準備稿の部分（#ネットラジオ後半第9回を参照）、また、旧作での場面も存在し、キャラクター設定なども一部異なっている点がある。むらかわは、漫画はアニメとは違うところを目指しており、単なるアニメ本編の補完ではないと述べている。Vol.21（2013年5月10日発売）において初めて表紙になり、むらかわによる古代と雪が、Vol.22（2013年6月10日発売）において古代と玲が、と2か月続いて描かれた。Vol.23（2013年7月10日発売）の『ニュータイプエース』休刊により、第十六話が連載最終回となり、第十七話以降はウェブ漫画雑誌『角川ニコニコエース』に移籍し、8月27日配信号より掲載される（毎月第4火曜日更新）。また、KADOKAWA系の漫画を無料配信するウェブコミック配信サイト『ComicWalker』にも掲載されている。
単行本は角川書店のカドカワコミックス・エースより発売。巻末にはメカニックの設定画集が付いた。また、第3巻には出渕裕のインタビューが載った。
1. 2012年7月10日発売、ISBN 978-4-04-120336-1 アニメ版の第1話・第2話に相当（第四話まで全4回）
2. 2013年1月12日発売、ISBN 978-4-04-120559-4 アニメ版の第3話・第4話に相当（第十話まで全6回）[注 99]
3. 2013年6月24日発売、ISBN 978-4-04-120786-4 アニメ版の第5話・第6話に相当[注 100]（第十五話まで全5回）
4. 2014年1月25日発売、ISBN 978-4-04-121013-0 アニメ版の第7話・第8話に相当（第二十一話まで全6回）
5. 2014年7月26日発売、ISBN 978-4-04-101899-6 アニメ版の第10話・第11話に相当（第二十七話まで全6回）
6. 2015年1月23日発売、ISBN 978-4-04-101900-9 アニメ版の第12話・第14話に相当[注 101]（第三十三話まで全6回）
7. 2015年10月10日発売、ISBN 978-4-04-103586-3 アニメ版の第13話・第15話に相当（第三十八話まで全5回）
8. 2016年3月24日発売、ISBN 978-4-04-103987-8 アニメ版の第15話・第16話に相当（第四十五話まで全7回）
9. 2022年12月26日発売、ISBN 978-4-04-104869-6 アニメ版の第17話・第18話に相当

2199応援ピンナップ
漫画本編とは別に『ニュータイプエース』Vol.17から、イラストレーターや漫画家など、話題のクリエイターによるピンナップポスターが付属している。これらのピンナップは『宇宙戦艦ヤマト2199 「ヤマト計画」記録集』に再録されている。
- Vol.17（2013年1月10日発売） - ことぶきつかさによる「ヤマトガールズ」
- Vol.18（2013年2月9日発売） - あきまんによる「二人の森雪」
- Vol.19（2013年3月9日発売） - 米村孝一郎による「山本玲とコスモゼロ」
- Vol.20（2013年4月10日発売） - 夏元雅人による「新見薫とAU09」
- Vol.21（2013年5月10日発売） - CHOCOによる「メルダ・ディッツとツヴァルケ」
- Vol.22（2013年6月10日発売） - 介錯による「イスカンダル3姉妹とヤマト」
- Vol.23（2013年7月10日発売） - 米村孝一郎による「山本玲とコスモゼロ」（Vol.19とは別バージョン）

#### 東まゆみ版
『宇宙戦艦ヤマト2199 緋眼のエース』（うちゅうせんかんヤマトにいいちきゅうきゅう ひがんのエース）のタイトルで、マッグガーデンの『月刊コミックブレイド』2013年9月号（2013年7月30日発売）から2014年6月号（2014年4月30日発売）まで、東まゆみの作画（メカ作画は中西達郎）による漫画版が連載された。物語はアニメ本編の純粋なコミカライズではなく、山本玲を主人公に据え、主に第4、5、7、11、18話を玲やその周辺人物の視点で描いている。
単行本は2014年6月10日発売。全1巻。ISBN 978-4-8000-0333-1。

### ゲーム

#### コンピュータゲーム
『宇宙戦艦ヤマト2199 BFI 第二章 果てぬ天海のロマン』
2014年12月1日よりiOS・Android向けにヤマトクルーからリリースされたアプリゲームで、 ゲーム開始時に「国連宇宙軍」「ガミラス帝国軍」どちらの勢力でプレイするかを選択し、任務を遂行して敵の艦隊を殲滅することを目指すシミュレーションゲーム。全てのユニットを3Dモデルで再現。 アニメでは見れない戦艦の細部まで観察可能。 国連宇宙軍/ガミラス帝国軍、両勢力の使用可能ユニット数は実に３００種以上。
『宇宙戦艦ヤマト2199 イスカンダル編』
2013年9月15日よりiOS向けに、同年10月31日よりAndroid向けにヤマトクルーからリリースされていたソーシャルゲームで、艦の装備や乗組員のカードを集めてイスカンダルを目指すカードバトルゲーム。乗組員のカードでは本編で一度しか登場しないモブキャラクターの名前なども公開されていたが、2014年10月31日にサービスを終了した。
『宇宙戦艦ヤマト2199 Cosmo Guardian』
2014年4月1日よりiOS・Android向けにバンダイナムコエンターテインメントからリリースされていたが、2015年6月1日にサービスを終了した。
『宇宙戦艦ヤマト2199 イスカンダルの旅路』
ヤマトクルーからリリースされていたソーシャルゲームで2014年10月29日よりヤマダゲーム、2015年8月6日よりTSUTAYAオンラインゲーム、同年8月27日よりmixi、2016年6月17日よりGREE、2017年2月15日よりコロプラ、同年5月25日よりmobage、他にdゲームから、iOS・Android向け、フィーチャーフォン向けに各々リリースされた。
2017年10月11日に『宇宙戦艦ヤマト2202 遙かなる旅路』としてアップデートされた。
『宇宙戦艦ヤマト2199 BATTLE FIELD INFINITY』
2014年12月1日よりiOS・Android向けにヤマトクルーよりリリースされた戦略シミュレーションゲーム。プレイヤーが国連宇宙軍またはガミラス帝国軍の指揮官となって各ユニットを操作する。2016年7月22日の大規模アップデートにおいて「第2章 果てぬ天海のロマン」という副題が加えられ、ゲームシステムが大幅に変更されたが、2017年1月15日にサービスを終了した。
『宇宙戦艦ヤマト2199 〜最後の希望365〜』
2017年夏からヤマトクルーがiOS・Android向けに配信予定だったタワーディフェンスゲーム。本ゲームオリジナルキャラクターも登場するとされていたが、同年6月以降はサービス開始延期が続き、2019年2月20日に開発中止が決定した。
『宇宙戦艦ヤマト 未来への航路』
2023年6月22日からG123用にCTWがスマートフォンとパソコン向けに配信されたシミュレーションゲーム。リメイクシリーズ全般を題材にしている。

#### トレーディングカードゲーム
『クルセイド 宇宙戦艦ヤマト2199』
2013年12月13日、クルセイドから発売されたトレーディングカードゲーム。全63種+パラレル8種=コモン24種、アンコモン18種、レア12種、メタルレア8種、メタルパラレル8種、XEBECレア1種。1BOX=15パック、1パック カード10枚＋インデックス。

### ネットラジオ
インターネットラジオステーション「音泉」にて、『YRAラジオヤマト』のタイトルで2012年3月26日から配信。隔週月曜日更新、第19回以降、毎月最後の月曜日更新（月1回更新）に変更、2013年10月1日にラジオ第1期の最終回を迎えた。全26回予定⇒全28回。2014年9月1日より桐生美影役の中村繪里子を加え、毎月月末月曜日更新にて配信再開。チョーは前半のドラマパートのみに出演。9月29日、第2回を配信、以降配信を隔週月曜日更新に変更し、第3回は10月13日に配信、2015年1月26日にラジオ第2期の最終回を迎えた。全9回（計37回）。
前半
内田彩とチョーが、岬百合亜とAU09 / アナライザーによるヤマトの艦内ラジオ番組を、ラジオドラマ形式で再現する。なお、アニメ本編でも第三章から放送される。
前半ドラマ・パート部分の第10話までに森雪（声-桑島法子）をゲストに迎えた特別編を加えたCD『YRAラジオヤマト Vol.1』を2012年10月13日に第三章公開時、同じく第17話までに原田真琴（声-佐藤利奈）をゲストに迎えた特別編を加えたCD『YRAラジオヤマト Vol.2』を2013年6月15日に第六章公開時、同じく第26話までに沖田十三（声-菅生隆之）をゲストに迎えた特別編を加えたCD『YRAラジオヤマト Vol.3』を2013年8月24日に第七章公開時、劇場にてそれぞれ先行発売。また、2014年2月15日に発売された「一番くじ『宇宙戦艦ヤマト2199』」のD賞でDVD「ラジオヤマト特別編ファンディスク」があり、ヤマトガールズ5名＋メルダ、ユリーシャが出演している。
再開後の前半ドラマ・パート部分の第32話までに古代進（声-小野大輔）をゲストに迎えた特別編を加えたCD『YRAラジオヤマト Vol.4』を2014年12月6日に『星巡る方舟』公開時、劇場にて先行発売。
再開後の第9回（総回数で第37回）の後半部分を、2015年1月16日「内田彩・中村繪里子のヤマトーク出張版〜YRAラジオヤマト最終回SP！！」として新宿ピカデリーで公開録音し、1月26日より配信した。
- 第3回（2012年4月23日配信） - 百合亜が艦内放送を始めるきっかけを明かした。
- 第6回（2012年6月4日配信） - 百合亜が艦内放送をいよいよ始めようとしている。
- 第7回（2012年6月18日配信） - YRAラジオヤマトは「宇宙赤道祭」後に、サブ通信室から放送が予定されている。
- 第9回（2012年7月16日配信） - 百合亜が食堂から、セットメニューとして鳥・野菜料理中心のAセット、肉料理中心のBセット、魚料理中心のCセットがあることを生中継した。
- 第10回（2012年7月30日配信） - 百合亜が「YRAラジオヤマト」には音楽館、文学館、スポーツ館、時計館、マルチメディア館、おもちゃ館などのコーナーがあることを話していた。
- 第16回（2012年10月22日配信） - 百合亜と原田真琴が同室であるとの設定が明らかにされ、百合亜は真琴に「寝起きドッキリ」を仕掛けた。
- 第22回（2013年3月25日配信） - 第五章で百合亜がユリーシャに憑依され、意識が途切れ途切れになり、アニメ本編でラジオ放送を中止しているので、それに合わせて前半ドラマパートの放送がなかった。
- 第23回（2013年4月29日配信） - 原田真琴が登場。アナライザーと共にユリーシャに憑依されている百合亜を元に戻そうと頑張る（原田役の佐藤利奈の出演は前半ドラマパートのみ）。
- 第24回（2013年5月27日配信） - 第22回同様に百合亜がユリーシャに憑依された状態のために、前半ドラマパートの放送がなかった。
- 第25回（2013年6月24日配信） - 第六章での百合亜復活・艦内ラジオ放送再開により、前半ドラマパートも再開。

後半
内田がチョーと共に、リスナーからのメールを読んだり、質問に答える。また、チョーは毎回アニメ本編に先駆けてガミラスの情報などを明かしている。
- 第4回（2012年5月7日配信） - 「ニコニコ超会議2012」での公開録音で収録された『YRAラジオヤマト』出張版が放送された。
- 第5回（2012年5月21日配信） - 第一章エンディングテーマ『星が永遠を照らしてる』を歌っている結城アイラがゲスト出演した。
- 第7回（2012年6月18日配信） - 第二章エンディングテーマ『美しい地球を知る者よ』を歌う美郷あきがゲスト出演し、同曲が公開に先立ち初披露された。また、チョーがヤマト食堂のメニューの一部を披露している。その内容は、「宇宙海軍カレーセット」「アステロイ丼」「月の塩ラーメン」「艦長のお気に入りサラダ」「ワープスープ」である。
- 第9回（2012年7月16日配信） - 漫画版『宇宙戦艦ヤマト2199』を連載中のむらかわみちおがゲスト出演した。スタッフや漫画家として、徳川が出発前の家族と行う語らいが実はファンサービスであり、本来は漫画版のように自宅前で待っていた薮と退役のことを話し合う予定であったなどの裏話を話した。
- 第16回（2012年10月22日配信） - 原田真琴役の佐藤利奈が前半のドラマパートから後半のDJパートまでゲスト出演した。
- 第18回（2012年11月19日配信） - 第19回から月1回更新になることが発表された。
- 第22回（2013年3月25日配信） - エンディングで「放送終了まであと6回」と告知があり、2回延長され、全28回になったことが発表された。
- 第24回（2013年5月27日配信） - 5月2日からの新潟マンガ・アニメ情報館での『宇宙戦艦ヤマト2199展』を内田がレポートした。
- 第26回（2013年7月29日配信） - 沖田十三役の菅生隆之がゲスト出演した。
- 第28回（2013年10月1日配信） - 最終回、放送の中で9月30日と言っているが、1日遅れの10月1日に配信された。

## 関連商品

### ミュージックビデオ
MV SERIES 宇宙戦艦ヤマト2199
品番：COXC-1062（BD）、COBC-6481（DVD） / メーカー：日本コロムビア / 発売日：2013年7月24日 / 収録時間：45分 / チャプター数:21
MV SERIES 宇宙戦艦ヤマト2199 PART2
品番：COXC-1073（BD）、COBC-6541（DVD） / メーカー：日本コロムビア / 発売日：2014年2月26日 / 収録時間：45分 / チャプター数:14

### コンサートライブビデオ
宇宙戦艦ヤマト2199コンサート2015
品番：BCXE-1035（BD）、BCBE-4718（DVD） / メーカー：バンダイビジュアル / 発売日：2015年12月24日
宇宙戦艦ヤマト2199ヤマト音楽団大式典2012
品番：BCXE-1036（BD）、BCBE-4719（DVD） / メーカー：バンダイビジュアル / 発売日：2015年12月24日
宇宙戦艦ヤマト2199コンサート2015&ヤマト音楽団大式典2012（BD特別セット）
品番：BCXE-1037（BD） / メーカー：バンダイビジュアル / 発売日：2015年12月24日

### CD
主題歌
| 商品名                                       | 発売日         | レーベル                                     | 品番                                                                                  |
| -------------------------------------------- | -------------- | -------------------------------------------- | ------------------------------------------------------------------------------------- |
| 宇宙戦艦ヤマト / 真赤なスカーフ              | 2012年 4月25日 | ランティス                                   | LACM-4921                                                                             |
| 星が永遠を照らしてる / 美しい地球を知る者よ  | 6月27日        | ランティス                                   | LACM-4928                                                                             |
| 記憶の光                                     | 2013年 3月27日 | ランティス                                   | LACM-14068                                                                            |
| 宇宙戦艦ヤマト[111]                          | 5月1日         | ランティス                                   | LACM-14070                                                                            |
| 愛詞                                         | 5月22日        | ソニー・ミュージックアソシエイテッドレコーズ | AICL-2536（通常盤） AICL-2534/5（初回生産限定盤 / DVD付）                             |
| ヨーソロー 〜星の海を越えて〜[111]           | 6月12日        | ランティス                                   | LACM-14090                                                                            |
| Best of my Love                              | 7月3日         | SMEレコーズ                                  | SECL-1354（通常盤） SECL-1355（期間生産限定盤[注 106]）                               |
| R.I.P 〜友よ静かに眠れ〜                     | 7月10日        | ランティス                                   | LACM-14100                                                                            |
| Vitalization / 愛の星                        | 7月31日        | キングレコード                               | KICM-1461（初回製造盤：特製カラーケース）                                             |
| Fight For Liberty/Wizard CLUB                | 8月14日        | gr8!records                                  | SRCL-8329（通常盤） SRCL-8327/8（初回生産限定盤 / DVD付） SRCL-8330（期間生産限定盤） |
| Distance                                     | 9月18日        | ソニー・ミュージックアソシエイテッドレコーズ | AICL-2579                                                                             |
| 「宇宙戦艦ヤマト2199」主題歌集               | 2014年 8月27日 | ランティス                                   | LACA-15443                                                                            |
| 禁断のレジスタンス / BLUE / ドリームライダー | 10月15日       | キングレコード                               | KICM-1542（初回製造盤：特製ケース）                                                   |

サウンドトラック
| 商品名                                                             | 発売日         | レーベル       | 品番       | 備考                                                                                         |
| ------------------------------------------------------------------ | -------------- | -------------- | ---------- | -------------------------------------------------------------------------------------------- |
| 宇宙戦艦ヤマト2199 オリジナルサウンドトラック Part.1               | 2012年 11月7日 | ランティス     | LACA-15248 |                                                                                              |
| 宇宙戦艦ヤマト2199 オリジナルサウンドトラック Part.2[111]          | 2013年 6月26日 | ランティス     | LACA-15302 |                                                                                              |
| 宇宙戦艦ヤマト2199 オリジナルサウンドトラック Part.3               | 9月25日        | ランティス     | LACA-15336 | 初回生産版のブックレット及びバックジャケットの印刷に不備が見つかり、交換サービスが行われた。 |
| 宇宙戦艦ヤマト2199 40th Anniversary ベストトラックイメージアルバム | 2014年12月3日  | HATS UNLIMITED | HUCD-10172 | 「宇宙戦艦ヤマト2199 星巡る方舟」採用の葉加瀬太郎演奏曲を収録                                |
| 宇宙戦艦ヤマト2199 追憶の航海 オリジナルサウンドトラック           | 2014年12月24日 | 日本コロムビア | COXC-1105  | Blu-ray audio版                                                                              |
| 宇宙戦艦ヤマト2199 星巡る方舟 オリジナルサウンドトラック           | 2015年2月25日  | 日本コロムビア | COXC-1106  | Blu-ray audio版                                                                              |
| 劇場版『宇宙戦艦ヤマト2199 星巡る方舟』オリジナルサウンドトラック  | 5月27日        | ランティス     | LACA-15492 |                                                                                              |

その他
| 商品名                                            | 発売日                                                                          | レーベル                       | 品番                                           | 備考 |
| ------------------------------------------------- | ------------------------------------------------------------------------------- | ------------------------------ | ---------------------------------------------- | --- |
| YRAラジオヤマト Vol.1                             | 2012年11月21日 （10月12日、第三章前夜祭にて最先行発売、13日、劇場にて先行発売） | タブリエ・コミュニケーションズ | TBZR-0069                                      | Vol.1、Vol.2、Vol.3全てCDケースの背表紙には「宇宙戦艦2199ヤマト YRAラジオヤマト Vol.※」と誤植されている。                            |
| 『宇宙戦艦ヤマト2199』ヤマト音楽団 大式典2012     | 2013年3月27日                                                                   | 日本コロムビア                 | COCX-37867                                     | 2012年11月10日に開催されたイベントのライヴ録音（抄録）。宮川彬良のトークなども収録。                                                 |
| YRAラジオヤマト Vol.2                             | 6月26日 （6月14日、第六章前夜祭にて最先行発売、15日、劇場にて先行発売）         | タブリエ・コミュニケーションズ | TBCD-0124                                      | CD内の記録情報で原田真琴役の佐藤利奈の名前が「砂糖利奈」と誤記されている。                                                           |
| YRAラジオヤマト Vol.3                             | 9月11日 （8月23日、第七章前夜祭にて最先行発売、24日、劇場にて先行発売）         | タブリエ・コミュニケーションズ | TBCD-0125                                      | |
| YRAラジオヤマト Vol.4                             | 2014年12月24日 （12月6日、劇場にて先行発売）                                    | タブリエ・コミュニケーションズ | TBCD-0330                                      | |
| ラジオCD「YRAラジオヤマト」                       | 2015年3月25日発売 （3月21日、AnimeJapan 2015にて先行発売）                      | タブリエ・コミュニケーションズ | TBZR-0419/0420                                 | DISC1：オーディオCD（新規録りおろしラジオ 約40分以上収録） DISC2：データDVD（ラジオアーカイブ第1回〜第37回 1100分以上をMP3にて収録） |
| 宮川彬良 Presents 宇宙戦艦ヤマト2199 Concert 2015 | 2015年6月10日                                                                   | 日本コロムビア                 | COXC-1115（Blu-ray Audio） COCX-39088〜9（CD） | 2015年2月28日、3月1日に行われた「宮川彬良 Presents 宇宙戦艦ヤマト2199 Concert 2015」の模様をLIVE収録したBlu-ray Audio / CD           |

### 書籍
| 書籍名                                                                                         | 発売日                              | 出版社                     | ISBN                   | 備考 |
| ---------------------------------------------------------------------------------------------- | ----------------------------------- | -------------------------- | ---------------------- | --- |
| YAMATO 2199 ILLUSTRATED BOOK RE：MECHANICS                                                     | 2012年 12月10日 （9月22日先行発売） | メディアパル               | ISBN 978-4-89-610664-0 | |
| 宇宙戦艦ヤマト2199オフィシャルDVDガイドブック                                                  | 2013年 4月10日                      | マッグガーデン             | ISBN 978-4-80-000143-6 | DVD付きガイドブック。DVDには小野大輔、鈴村健一、出渕裕インタビュー、第1話Aパート、220秒版PVが収録。                                                                                       |
| 宇宙戦艦ヤマト2199 公式設定資料集[EARTH]                                                       | 7月31日                             | マッグガーデン             | ISBN 978-4-80-000192-4 | 初刷は本体、ケースの背表紙全てに「宇宙戦艦2199ヤマト 公式設定資料集[EARTH]」と誤植されている。                                                                                            |
| 宇宙戦艦ヤマト2199 プレミアムポスターブック                                                    | 8月24日                             | マッグガーデン             | ISBN 978-4-80-000201-3 | |
| 宇宙戦艦ヤマト2199 モデリングガイド [発進編]                                                   | 9月30日                             | アスキー・メディアワークス | ISBN 978-4-04-866073-0 | |
| 宇宙戦艦ヤマト2199 「ヤマト計画」記録集                                                        | 10月29日                            | 角川書店                   | ISBN 978-4-04-110597-9 | |
| 宇宙戦艦ヤマト2199 公式設定資料集[GARMILLAS]                                                   | 10月31日                            | マッグガーデン             | ISBN 978-4-80-000193-1 | |
| 宇宙戦艦ヤマト2199むらかわみちおコミカライズ[3・4巻ネーム集]Reflections of YAMATO2199 volume.2 | 2014年 1月25日                      | ヤマトクルー               |                        | コミック版第4巻との同梱版も同時に発売。 「RF reflections of YAMATO2199 volume.1」は以前にむらかわみちおの同人グループ「むらかわみちお党」から同人誌として発売されていた（現在入手不可）。 |
| 宇宙戦艦ヤマト2199 加藤直之 ARTWORKS                                                           | 6月30日                             | マッグガーデン             | ISBN 978-4-80-000339-3 | |
| 宇宙戦艦ヤマト2199 モデリングガイド [帰還編]                                                   | 8月29日                             | アスキー・メディアワークス | ISBN 978-4-04-866074-7 | |
| 宇宙戦艦ヤマト2199 結城信輝 原画集                                                             | 10月17日                            | アニメスタイル編集部       | ISBN 978-4-90-294813-4 | |
| 宇宙戦艦ヤマト2199 COMPLETE WORKS-全記録集- Vol.1＆2 BOX                                       | 12月6日                             | マッグガーデン             |                        | 全巻収納ボックス付き、Vol.1地球編設定資料、Vol.2ガミラス編設定資料、第22話までのビジュアルストーリー及び各話設定                                                                          |
| 宇宙戦艦ヤマト2199でわかる天文学                                                               | 12月9日                             | 誠文堂新光社               | ISBN 978-4-41-611478-0 | 本作品科学考証担当 半田利弘（鹿児島大学理学部教授）著 |
| 結城信輝 宇宙戦艦ヤマト2199 初期キャラクターデザイン&イラストラフ集                            | 2015年 3月31日                      | ヤマトクルー               |                        | 2014年12月28日に発売された結城信輝 同人誌サークル「高い城の男」から発売された同人誌をヤマトクルーにて再発売                                                                               |
| 宇宙戦艦ヤマト2199 COMPLETE WORKS-全記録集- Vol.3＆脚本集                                      | 5月27日                             | マッグガーデン             |                        | 第23話以降のビジュアルストーリー及び各話設定、「星巡る方舟」編設定資料及びビジュアルストーリー、全話・「星巡る方舟」シナリオ決定稿                                                        |
| 宇宙戦艦ヤマト2199 艦艇精密機械画集 HYPER MECHNICAL DETAIL ARTWORKS                            | 7月31日                             | マッグガーデン             | ISBN 978-4-80-000483-3 | 西井正典完全監修＆テキスト書き下ろしメカニックワークス |
| 宇宙戦艦ヤマト2199むらかわみちおコミカライズ[5・6巻ネーム集]Reflections of YAMATO2199 volume.3 | 10月10日                            | ヤマトクルー               |                        | コミック版第7巻との同梱版も同時に発売。 |

### プラモデル・玩具
バンダイから発売。艦船は1/1000スケール、航空機は1/72スケールでキット化されている。「AU-09 アナライザー」のみ1/12スケールでキット化されている。バンダイの担当者は全てのメカを出すという意気込みを見せており、実際に劇中で登場するメカのほとんどがキット化されている。また、以前「宇宙戦艦ヤマト」で発売されていた「メカコレクション」が、新たに「メカコレクション 宇宙戦艦ヤマト2199」というシリーズ名でバンダイホビーから発売されている。
また、「超合金魂」から「宇宙戦艦ヤマト2199」が発売されている。そのほか、メガハウスから「ヤマトガールズコレクション」「ヤマトガイズコレクション」として1/8スケールフィギュアが発売されている。

### モバイルコンテンツ
バンダイナムコゲームスがNTTドコモが提供するポータルサイトのdメニュー向けにAndroid端末向け新規サイト『宇宙戦艦ヤマト2199コンシェル』を2013年12月16日より配信開始。ユーザーの言葉を理解し、携帯機能呼び出し、情報検索、雑談などを音声、アクションと共に展開する「しゃべってキャラ」や、きせかえや待受画像だなどといった機能を購入可能だった。

## 反響
旧作の劇場版公開後に創刊されたアニメ雑誌だけでなく、それ以外の類の雑誌でも紹介されている。
週刊アスキー秋葉原限定版
アスキー・メディアワークス（現KADOKAWA）による、PC・IT情報誌「週刊アスキー」の派生誌に当たる、秋葉原地区限定のフリーペーパー。2012年4月号のアニメ情報ページ「アニめも。」に2ページ見開きで本作を紹介。主要キャラクターや、ヤマトを中心に地球側メカを掲載。
2012年6月号ではBD・DVD第1巻の発売に合わせて表紙を飾ると共に、「アニめも。」出張版として作品紹介と古代進役の小野大輔へのインタビューを2ページ見開きで掲載。
メガミマガジン
学研パブリッシングによる、旧作当時は存在していなかった美少女キャラクター雑誌。2012年5月号に「新生『ヤマト』は萌え度UP!」と題して紹介。雪をはじめ女性陣の紹介記事や、結城信輝描き下ろしのヤマト艦内服に準えた水着姿の雪のピンナップを掲載。
2012年9月号では雪と同様の水着姿の百合亜と真琴を掲載。
GoodsPress
徳間書店による、男性向けグッズ紹介雑誌。2012年5月号に「宇宙戦艦ヤマト 新たなる伝説」と題して紹介。旧作やその関連商品の紹介を交えながら本作の特集を掲載。
週刊ポスト
小学館による、30代から40代の男性サラリーマン向け総合週刊誌。2012年4月13日号に「ヤマトを作った『陰の立役者』たち」と題して紹介。本作の紹介やスタッフへのインタビュー、「ヤマトが救う『現代の終末感』」と題した博士（医学）の吉田たかよしやお笑いタレントの天野ひろゆきへのインタビューなどを掲載。また、表紙や誌名にちなんで「週刊ヤマト」とロゴを綴り、結城信輝描き下ろしの雪が描かれた裏表紙も掲載。
2013年7月5日号では「『宇宙戦艦ヤマト2199』が凄いことになってる!」と題して紹介。「世界に誇る“クールジャパン”の金字塔」と称えながら本作の特集を掲載。
テレビブロス
東京ニュース通信社による、隔週刊テレビ番組情報誌。2012年5月26日号に全力特集「ヤマトついに発つッ!」と題して紹介。本作の紹介、古代進役の小野大輔と島大介役の鈴村健一のSP対談、出渕裕のロングインタビュー、ささきいさおのSPインタビューを掲載。表紙は結城信輝描き下ろしの沖田、古代、雪、ヤマト。

## コラボレーション
東放学園映画専門学校
2012年3月26日に、公開授業イベント「『宇宙戦艦ヤマト2199』×東放学園“アニメーション制作”公開授業」が開催された。
ロッテリア
2012年3月29日から、本作とのタイアップキャンペーンとして「『宇宙戦艦ヤマト』ロッテリアオリジナルクリアファイルセット」が数量限定で発売された。
前田建設ファンタジー営業部
2012年4月13日に、国連宇宙軍から2199年の前田建設ファンタジー営業部へ、「宇宙戦艦ヤマト 建造準備および発進準備工事」が特命発注され、その模様は当初6月まで数回にわたり公開されるとあったが、同年10月15日に第1回を、10月19日に第2回を、10月26日に第3回を、11月2日に最終回をそれぞれ公開し、全4回で終了した。
北近畿タンゴ鉄道
2012年10月2日から2013年9月28日まで、本作とのタイアップによるラッピング車両が運行された。なお、当初は2013年3月31日までの予定だった。また、同年6月には本作と同じくプロダクション I.Gが携わっているテレビアニメ『翠星のガルガンティア』とコラボし、主役ロボット「チェインバー」の着ぐるみがラッピング列車へ乗車した。
スーパーフォーミュラ
2013年4月13日と14日に、鈴鹿2&4レースへ出場する平川亮のマシンに本作のロゴが貼られた。2013年度スーパーフォーミュラシリーズ全7戦にも出場予定。ヤマトガールRQは、2012年レースクイーン大賞・準グランプリの水谷望愛が務める。
パセラ
2013年8月24日から9月23日まで、一部の店舗で本作とのコラボレーションメニューが用意された。
ポッカサッポロ
2013年10月1日から2014年3月31日まで、ポッカサッポロの缶コーヒーを対象とした「宇宙戦艦ヤマトキャンペーン」が実施予定。
登録するだけで波動砲携帯アラームがもらえるほか、抽選で300名にオリジナルスピーカー、1899名にオリジナルQUOカード1000円分が当たる。
JRA
博報堂と博報堂アイ・スタジオによる、本作とJRAのコラボレーションキャンペーンサイトを開設。